# 漢字文化圈
漢字文化圈（日语：漢字文化圏（かんじぶんかけん）），又称漢文化圈、儒家文化圈、儒教文化圈、東亞文化圈、中华文化圈，是指歷史上受漢語、漢族或漢文化影響，過去或現在能（部分）使用漢字作為主要書面語之文化圈。
漢字文化圈的涵蓋範圍廣泛，以汉地（中國本土）為核心，包括歷史上曾向汉地的中原王朝朝貢過的國家、民族或部落，與現代劃分之東亞地區在很大程度上重合，包括中国大陆、澳門、香港、臺灣、越南、朝鮮、琉球與日本等。這些地域在古代均以農耕社會為主，接受冊封體制型的外交模式，並且以漢字為最高級的外交用語。東亞各國從中國的歷代王朝中引進各種服裝、建築、音樂、宗教和節日習俗，經過長時間的本土化後，均發展出与中國類似的文化，也均能在面对中國时保有自己的獨立特色。而位於南洋、建國時間晚於冊封體制解體的新加坡，全國約四分之三人口為漢族移民後裔，亦被認為是漢字文化圈國家。

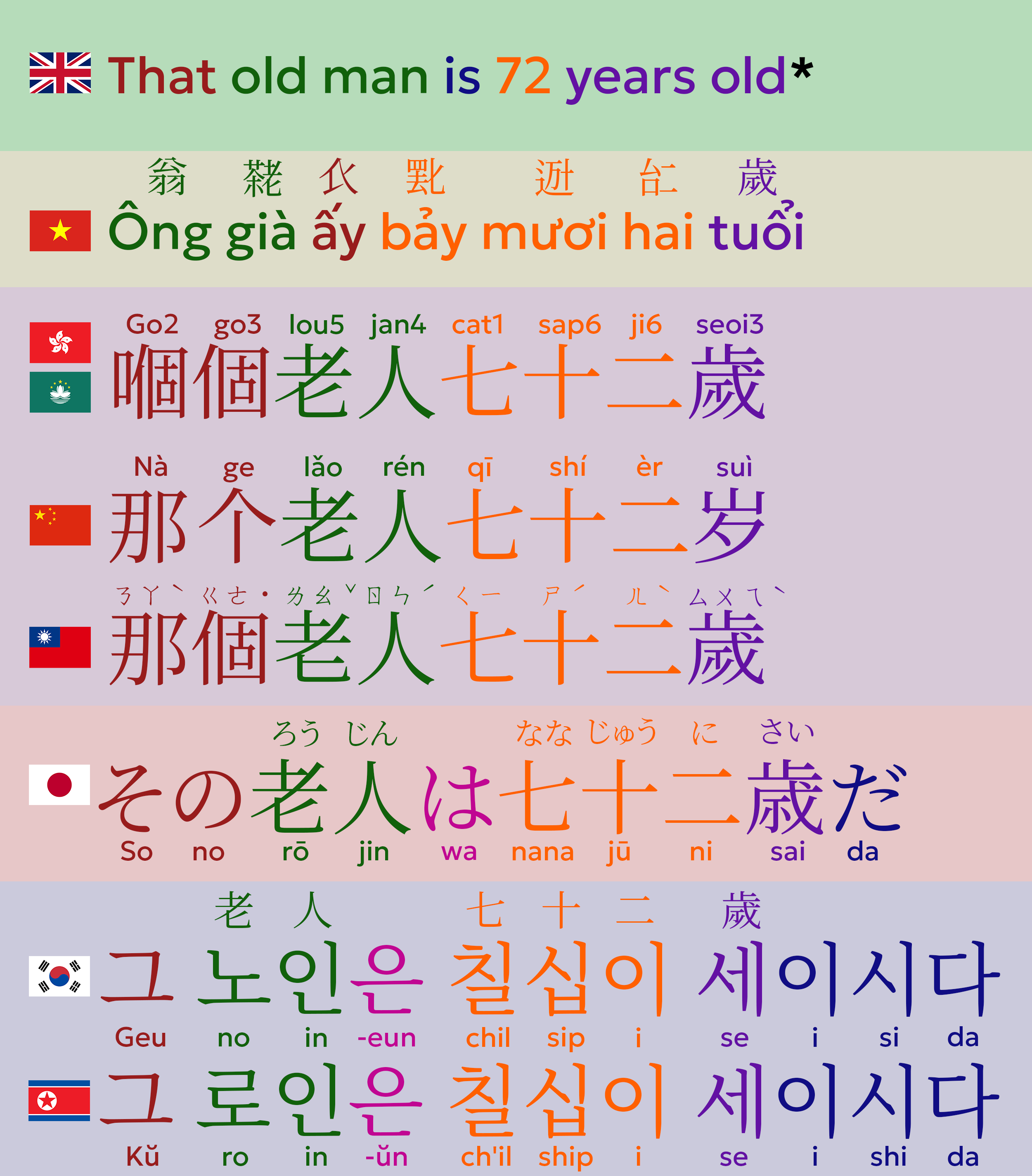
「那個老人七十二歲」在漢字文化圈內各主要語言中的表達

漢字誕生地漢地，以及周邊的越南、朝鮮、日本等地，歷史上完全使用漢字或與固有文字混合使用，古代官方及知識分子多使用文言文（日本、越南和韓國稱為“漢文”）作為言文不一致的冊面文體。現代語、越南語和日語，六成以上詞彙都是由古漢語派生出之漢字詞所組成。日本假名和越南喃字皆是從漢字衍生之文字，朝鮮諺文雖為固有文字，亦能跟日文假名一樣同漢字混合使用。

## 命名、詞源及別稱
漢字文化圈在東亞古代確實存在，但在20世紀之前，還沒有“漢字文化圈”這個稱謂，也缺乏一個專用名詞來形容它。
日本歷史學者西嶋定生在1962年提出“东亚世界论（冊封体制論）”，讓東亞的歷史學第一次在學術層面上接觸到「文化圈」的概念。然而，西嶋定生主要以冊封體制為論述主體，而非文化圈本身，漢字文化圈的概念在此時依然也沒有得到確立。
漢字文化圈首先以“東亞文化圈”的名稱存在，目前找到的最早來源是德語的（意為中國文化圈），日本的語言學家龜井孝在1917年翻譯這個德語名詞時，將後半部的“Kulturkreis”譯為“文化圈”，而前半部述語則刪去“中國”一詞，改以“東亞”形容之，以避免日本在其中處於從屬地位。
但是，日语裏的和歐美所定義的不同，在二戰前也可以指大東亞共榮圈，包括東南亞和印度。為了迴避帶有強烈法西斯色彩的，日本人在二戰戰敗后创造出「汉字文化圈」一词來代替，龜井孝宣稱自己為創造者，但具體無法考證其真偽。再加上，如果按照歐美對東亞的定義，越南是屬於东南亚而非東亞，這樣包括了越南的“東亞文化圈”就不太符合地理現實。在此之下，“漢字文化圈”的使用頻率得到了提高，“漢字”被认为是一個比“東亞”更加精確的用詞。
不過，以“漢字文化圈”為正式名稱的說法也不是完全正確。“文化圈”也能翻譯為「文明圈」，綜合地名、文化因素、宗教、书面用语考量的話，“文明圈”一詞比“文化圈”有著更多的包容性。同時，因為圈內地域接受的並非是中國的所有文化，僅僅是中國漢族所創造的那一批漢文化，所以亦可稱之為「漢文化圈」。由於漢字文化圈內各地的文字发展已經產生了巨大差異，现代的朝鲜半岛和越南使用汉字的频率極低，甚至在越南已經不需要讀寫漢字就能進行日常生活了，所以還用“汉字文化圈”為正式名稱的話会显得欠缺中立。
目前為了方便讀者查閱，本條目依然以最常用的“漢字文化圈”為主要標題。

## 地域
| 國家或地區 | 地理分區                                             | 屬於漢字文化圈的主要族群 | 官方語言文字                                                                     |
| ---------- | ---------------------------------------------------- | --- | -------------------------------------------------------------------------------- |
| 中国大陆   | 東亞，中國大陸為主體                                 | 中華人民共和國憲法所定義的「中華民族」，包括漢族与55个少数民族。 | 汉语（普通話）、規範漢字                                                         |
| 香港       | 東亞，包括香港島、九龍、新界                         | 漢族为主； | 英語、英文 粵語、繁體漢字                                                        |
| 澳門       | 東亞，包括澳門半島、氹仔（含澳門大學橫琴校區）、路環 | 漢族為主； | 葡語、葡文 粵語、繁體漢字（少數人用简化字）                                      |

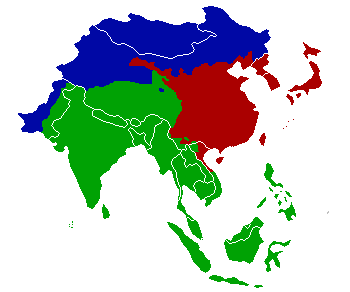
在东亚的亞洲歷史風貌的分佈圖。紅：歷史上使用漢字，綠：歷史上使用的文字源自印度，藍：其他

| 臺灣       | 東亞，臺灣島為主體                                   | 漢族为主，重要少數民族有臺灣原住民； 漢族包括閩南族群（閩南裔臺灣人）、客家族群（客家裔台灣人），以及戰後移民的外省族群（大部份外省族群亦為漢族），詳見台灣族群。以及馬祖列島福州民系、金門群島閩南民系、烏坵島莆仙民系等。 | 中華民國國語及臺灣原住民族語，其他語言詳讀臺灣語言列表、漢字（正體字、繁體漢字） |
| 新加坡     | 東南亞，包括新加坡島等63個島嶼                       | 以漢族為主，重要少數民族有馬來族和印度族 | 新加坡標準華語、英語、馬來語、坦米爾語 簡化漢字                                  |
| 日本       | 東亞，日本列島為主體                                 | 日本民族，以大和族与琉球族等，其他日本本地少数民族如阿伊努族為主。 | 日本語、漢字、平假名、片假名                                                     |
|            | 東亞，朝鮮半島南部為主體                             | 朝鲜民族為主。 | 韓語、諺文                                                                       |
|            | 東亞，朝鮮半島北部為主體                             | 朝鲜民族為主。 | 朝鮮語、諺文                                                                     |
| 越南       | 東南亞，中南半島東部地區為主體                       | 越南民族，以京族为主。 | 越南語、國語字                                                                   |

## 相關研究

### 南北朝至宋代
在考虑作为历史学概念的汉字文化圈的外延的时候，西嶋定生（日语：西嶋定生）的「册封体制论」假定的从南北朝时代到唐代的地域秩序成为第一参照例。以西島的「東洋世界」的定義为指標，除了册封体制，还包括汉字、儒教（或儒家文化）、佛教、律令制。符合这个指标的主要朝贡国有新羅（朝鲜半島南部）、渤海国（朝鲜半島北部及中国东北东部）、倭国（日本）。这个以外，没有引入律令制的国家如高句麗、百济也应纳入汉字文化圈的范围。北宋以后，高丽国取代新罗，并加入了新成立的大越国（越南）。
此外，关于南诏及后续的大理国，其政治制度和文化的汉化程度，从漢籍資料较难推测出。而南诏受唐朝廷册封、大理受北宋朝廷册封，流行中国密教，移入的汉人参与政治活动，因此可将其视为同新罗、百济类似的「東洋世界」朝贡国。另外，辽、金、西夏长期军事威胁北宋、南宋，多数场合不使用汉语文言文，而制定并使用独自的文字。

### 明代以后
自明朝恢复“册封體制”以后，可纳入汉字文化圈的国家（及地区）基本确立下来并延续至今，朝鮮、琉球、大越（越南）及日本都符合条件。当时的日本不仅脱离了“册封体制”，律令制也已形式化，与此相应的科举官僚制度发达的状况说明西島定生所列的四大点已非必要条件。第一个要列举的有特色的文化要素是文字系統。文言文（即漢文）的导入促進了用汉字來表記自身语言的发展，日本的假名、朝鲜的吏读、鄉札、口訣、谚文并非直接从汉字派生出的文字，但其音节文字的特点明显受到汉字的影响。此外语言学者西田龙雄指出本民族文字的發明也有可能是受契丹文的启发。越南的喃字是由汉字派生出的独立文字。由此各国逐漸确立了「本民族文書系統」。不过，直到近代以后，这些书面语言才获得了优于文言文的官方文字地位。宗教上，本土化的佛教、道教带着地域性的浓淡及综摄（syncretism，“辑合”），在民间普及。儒教由於與政治思想相匹配，在圈内形成一个较为稳定的共通思维框架。包括使用筷子餐饮，品茶，使用瓦来建筑和使用毛笔来书画等类似的生活文化也作为汉字文化圈的共同特徵，以中國为中心分布开来。

## 形成要素
根據日本學者西島定生的「東洋世界」的定義为指標，漢字文化圈的形成要素包括以下幾點：
| 形成要素 | 要素特征                                       | 备注 |
| -------- | ---------------------------------------------- | --- |
| 册封     | 藩屬國接受宗主國的冊封，並接受和被納入朝貢體系 | 中央政權的君主同周边诸国的君主结成「名义上」的君臣关系。以此形成的国际关系叫作朝貢体制。 |
| 汉字     | 文化圈共同使用的書面語                         | 現在，純漢字僅僅被用於記錄漢語。而漢字和假名一起被用於記錄日語。 |
| 大乘佛教 | 廣泛分佈於東亞                                 | 大乘佛教在兴起以后很快向外传播，一度成为中亚地区的主要宗教，即所谓的北傳佛教。北傳佛教主要由北方經絲綢之路向中亞、中國、朝鮮半島以及日本等國傳播的佛教流傳稱為北傳佛教，形成北傳佛教，其經典多以梵文为主、少数为中亞文字和中文。 |
| 律令制   | 以律令為基礎的中央集權制度                     | 東亞古代中央集權的統治制度，源於中國後來傳至日本、朝鮮半島、越南、琉球等儒家文化圈地區。實行律令制的國家又稱律令国家。 |

## 共同文化特徵
漢字文化圈各民族在社會上，歷史上，或生活上曾經或現在依然擁有許多類同文化，大概可歸類如下：

### 曆法與歲時民俗
漢字文化圈都遵循中國的夏曆及其歲時祭享之俗。中国的曆法，是从夏朝開始的，所以又叫夏曆。漢人周年作息，隨月令二十四節氣而為生活節奏。自《周書》「周月」、「時則訓」所見，有四季——春夏秋冬，再分十二個月及二十四節氣。古有"三正"之说，夏正建寅（孟春正月），殷正建丑（季冬十二月），周正建子（仲冬十一月）。中國以正月為歲首源自“行夏之時”是儒家的治國要義和神道設教的深意，可謂傳承先聖之天時要義。歲時曆法見於《禮記·月令》、《吕氏春秋·十二紀》、《管子·幼宮》、《淮南子·時則訓》。《禮記·月令》既反映了其编定成书以前有关的岁时民俗，也是成书以后的岁时民俗的直接源头。岁时民俗就脱胎于月令文化以及与月令有关的文獻，与四时相对应，每时都有一班帝神，与时月、天氣的变化相对，每个月各有相应的祭祖规定和礼制。
中國的歲時、歲事、月令、時令在日本被稱為“年中行事”或者“名節”，在韓國稱為“歲時風俗”。江戶時代齋藤月岑著有《東都歳事記》，朝鮮時代柳得恭著有《京都雜志（경도잡지）》（1800年前後）、金邁淳著《洌陽歳時記（열양세시기）》（1819年）、洪錫謨著《東国歳時記（동국세시기）》（1840年前後），其中多引用中國古典，仿宋朝故事，慕華思想深厚。

### 禮儀文化

#### 服飾
東洋文化在儒家文化的影響下，形成了相似的冠婚喪祭的習俗，以及衣冠制度。

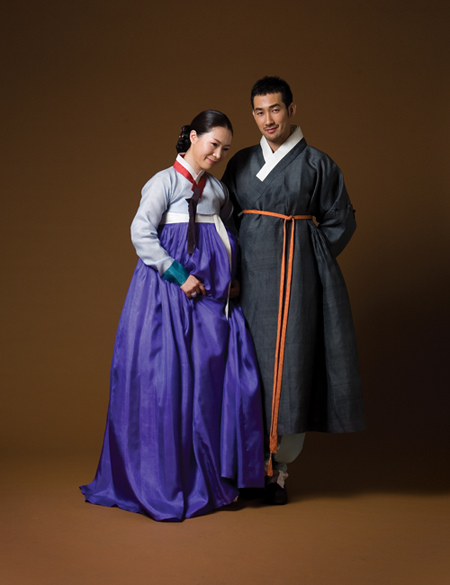
韩服平民男女
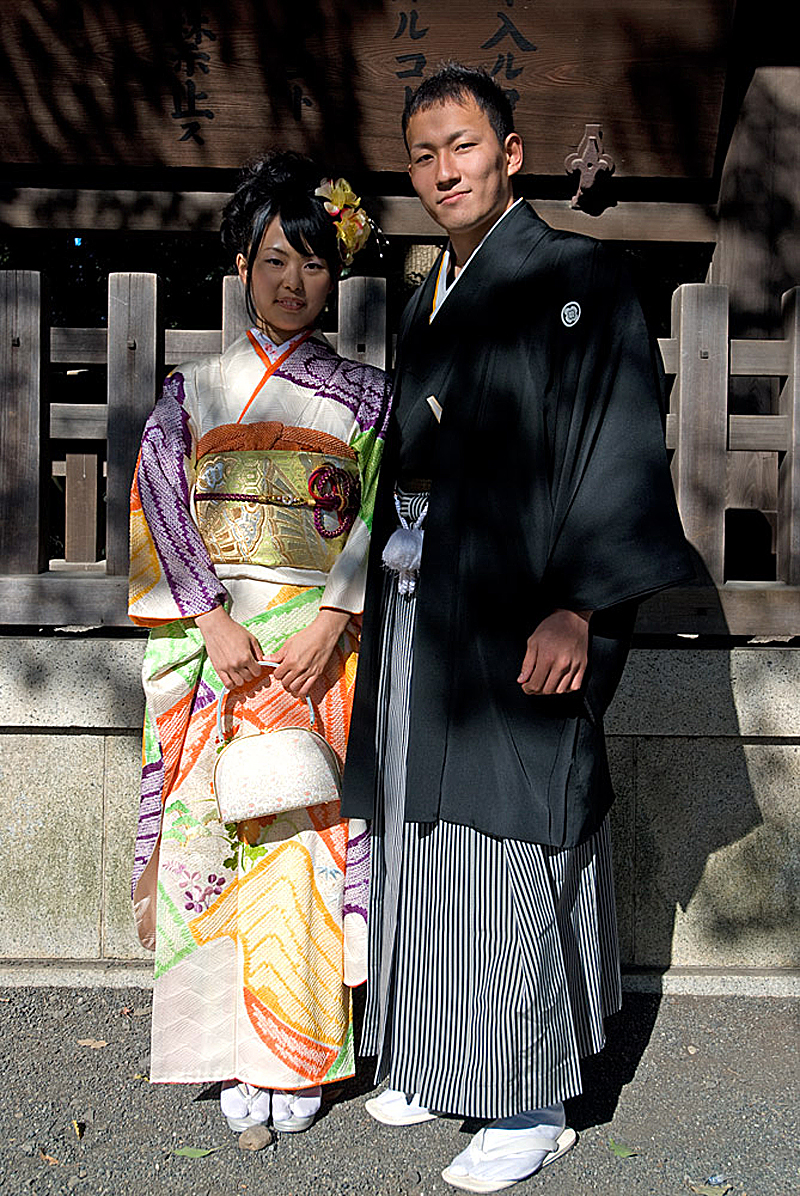
和服平民男女
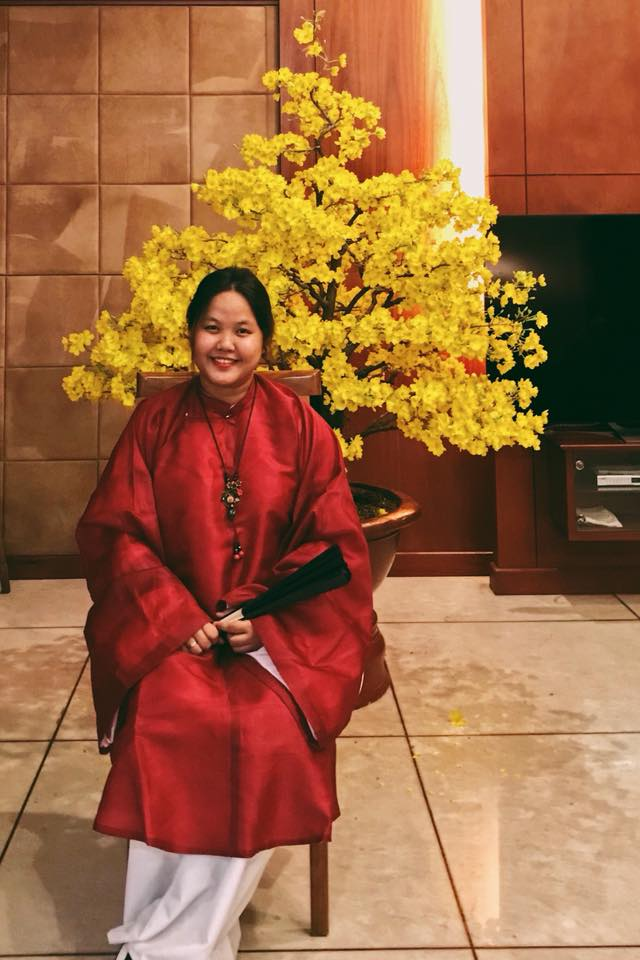
越服平民女
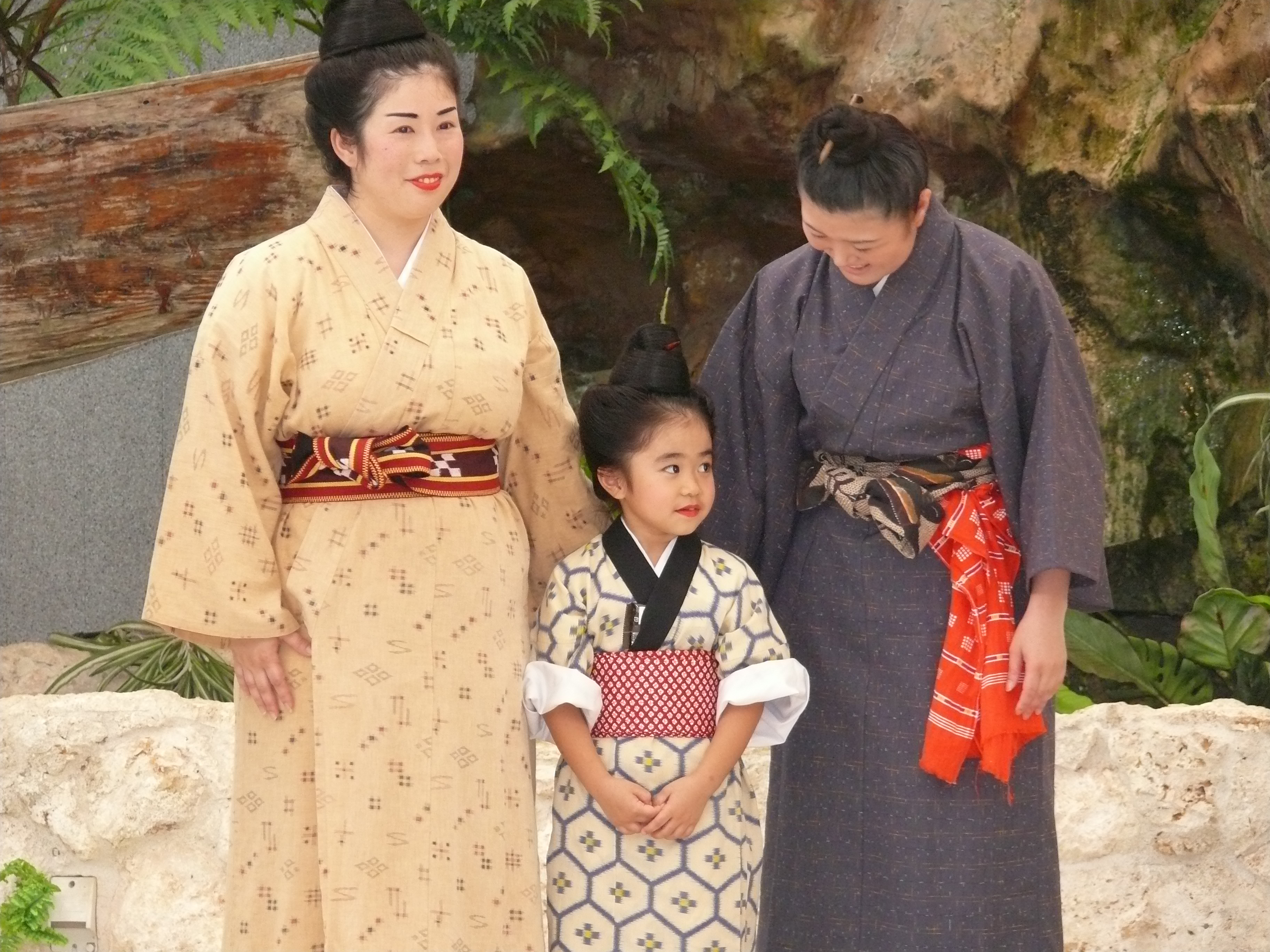
琉裝平民女性

#### 成人禮
依儒家傳統，男子二十歲行冠禮，取表字，女子行笄禮，為成人之道。
君主、王公为早日执掌国政，多提早行礼。周文王十二岁而冠，周成王十五岁而冠。後世民間流行早婚，婚前也經常行成年禮。華人某些族群當中有十六歲舉行民俗成人禮的習俗，如福州人的謝奶、馬祖地區做出幼、臺灣閩南人的做十六歲、潮汕地區的出花園等。亦有些地區把成人禮和婚禮合流，新人在婚禮前夕上頭，蜑家人則有脫褐。這些皆是傳統冠禮和笄禮的簡化和變異。日本近代以來稱之為成人式。韓國的規定亦相似。

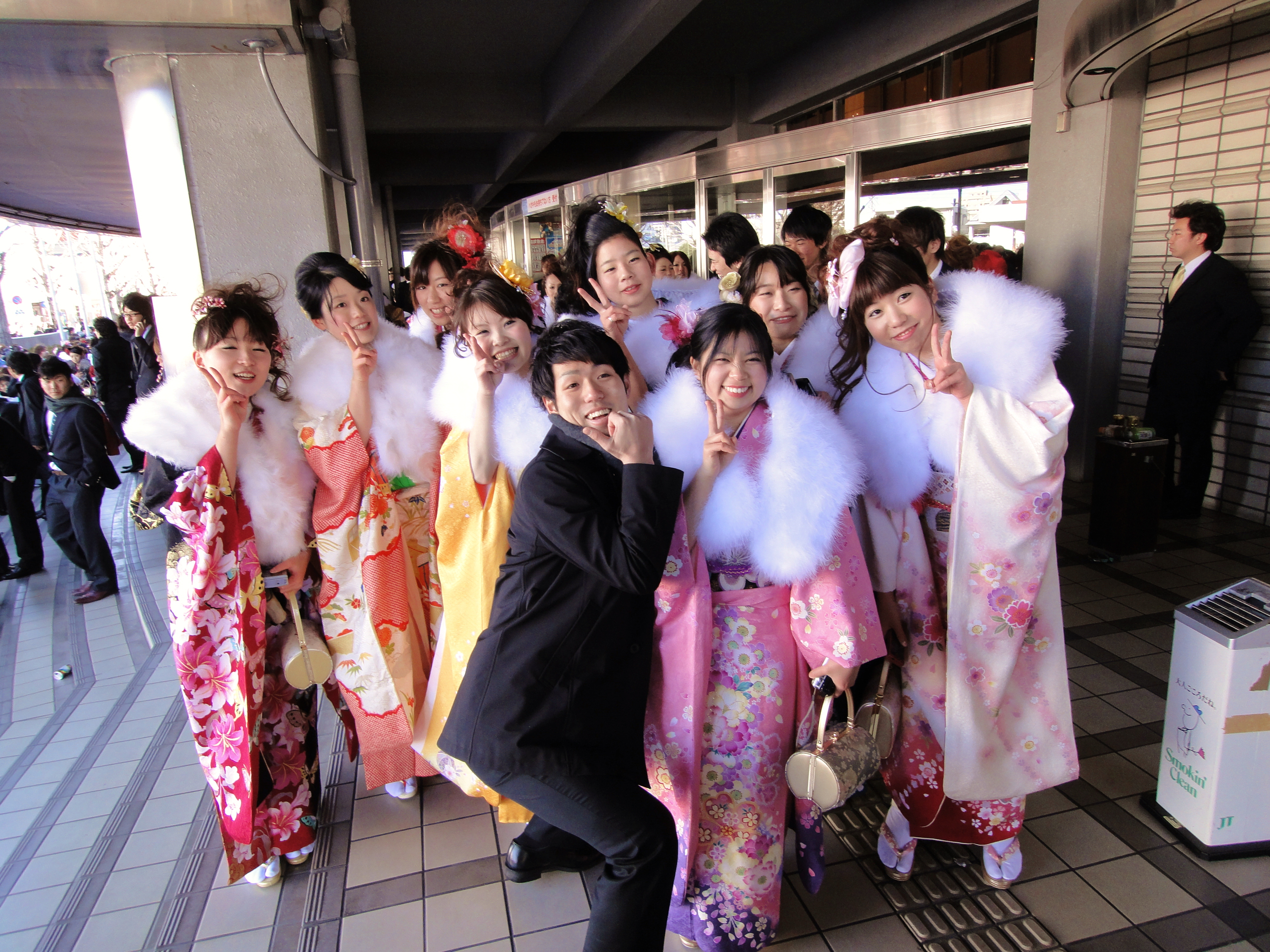
日本成人式
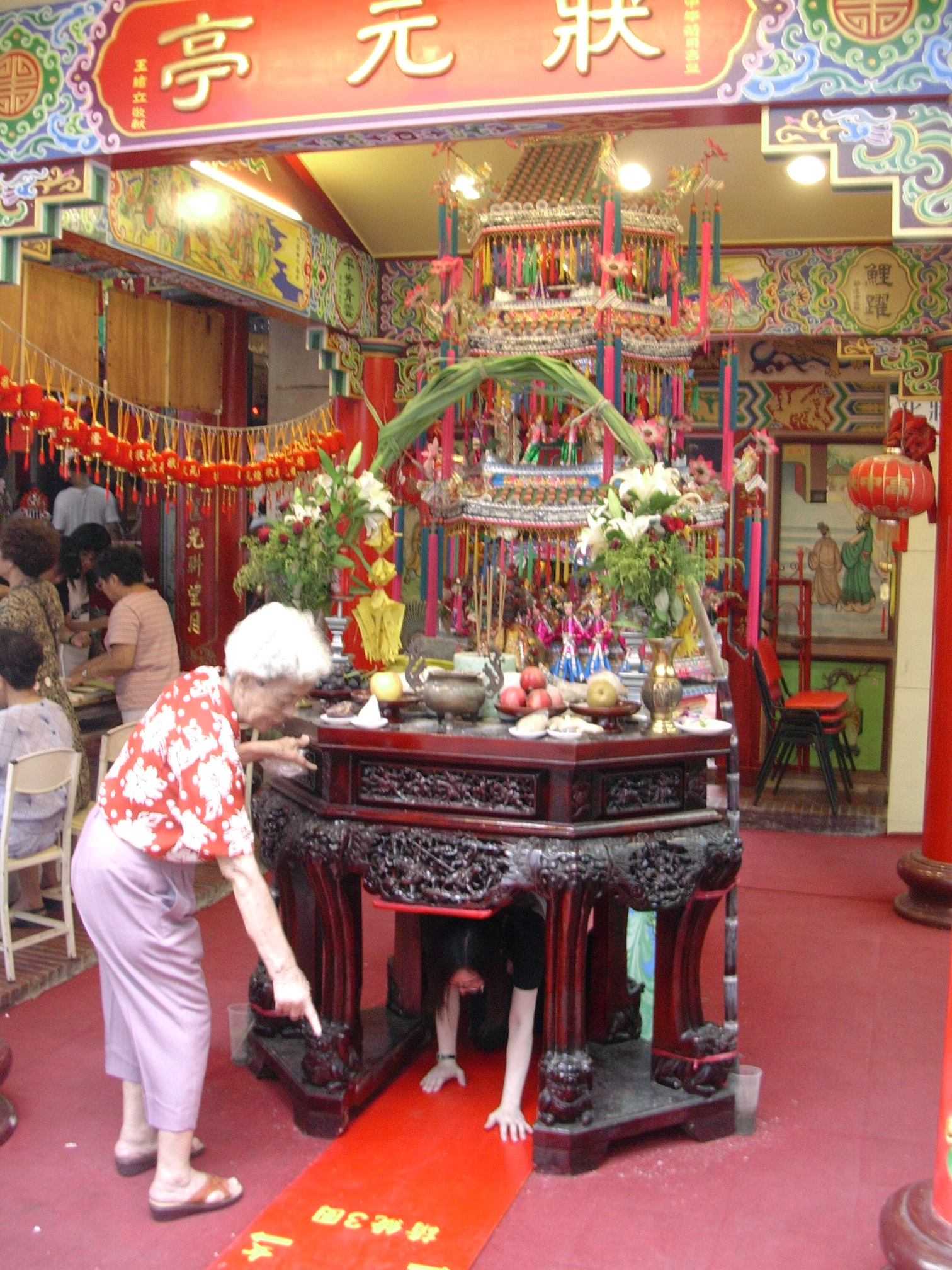
做十六歲

#### 婚禮
東洋各國皆以婚禮六禮為基礎，即纳采、问名、纳吉、纳征、请期、亲迎。現時東亞文化圈的傳統婚禮多以《朱子家禮》為藍本再本土化，如把納吉、納徵合為一禮，傳統婚書中的「三書」亦得到保留，其中主要保留禮書，有些會省去聘書或迎書。婚後禮的婦見舅姑禮至今仍然十分受重視，即使一些新人改用西式婚禮或其他非傳統形式的婚禮，甚至裸婚，結婚後新人仍然會依照傳統拜見新郎的父母，代表婚姻得到男方家族承認，女方正式成為男方家族成員。

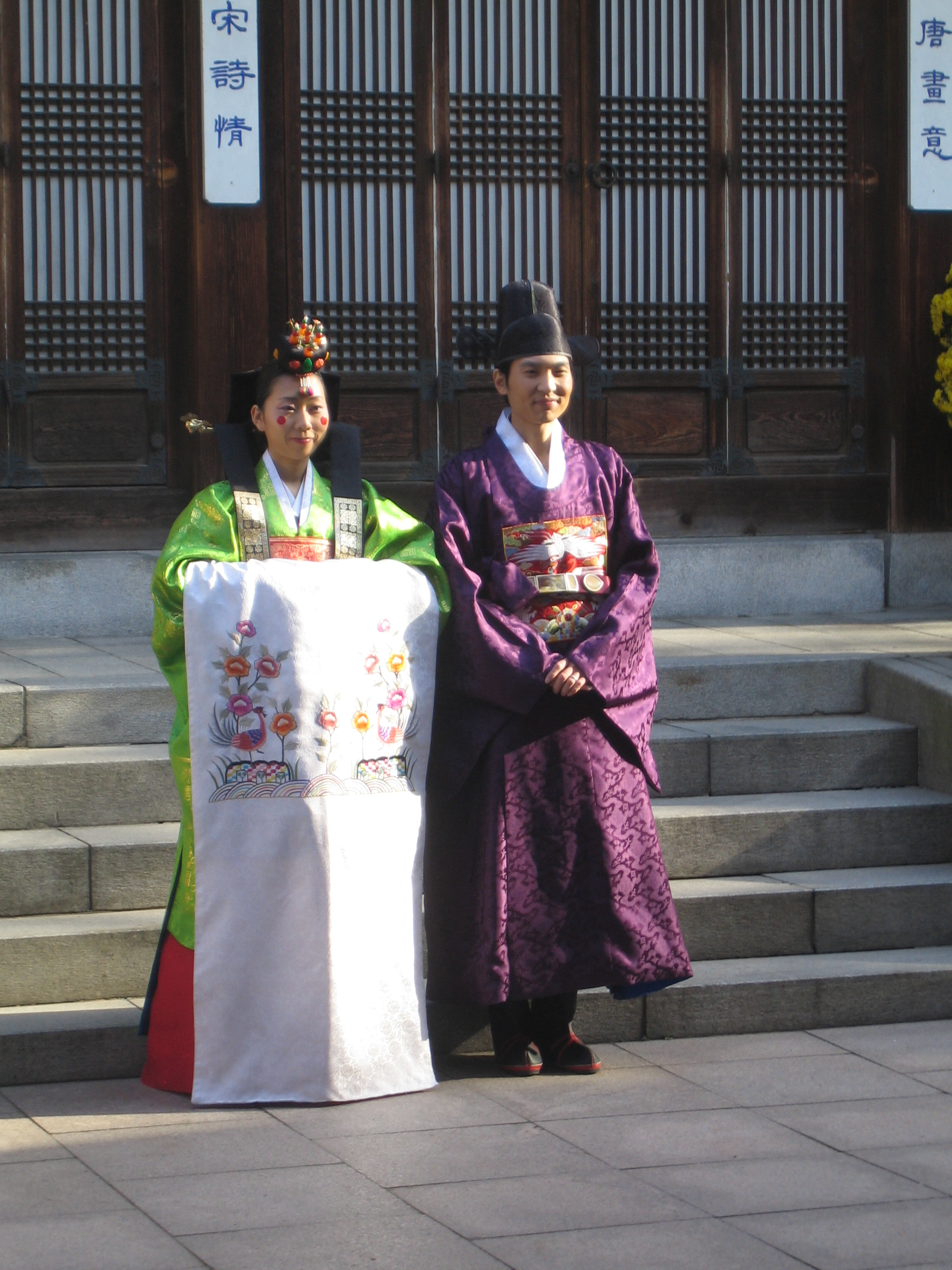
韓國官服婚礼
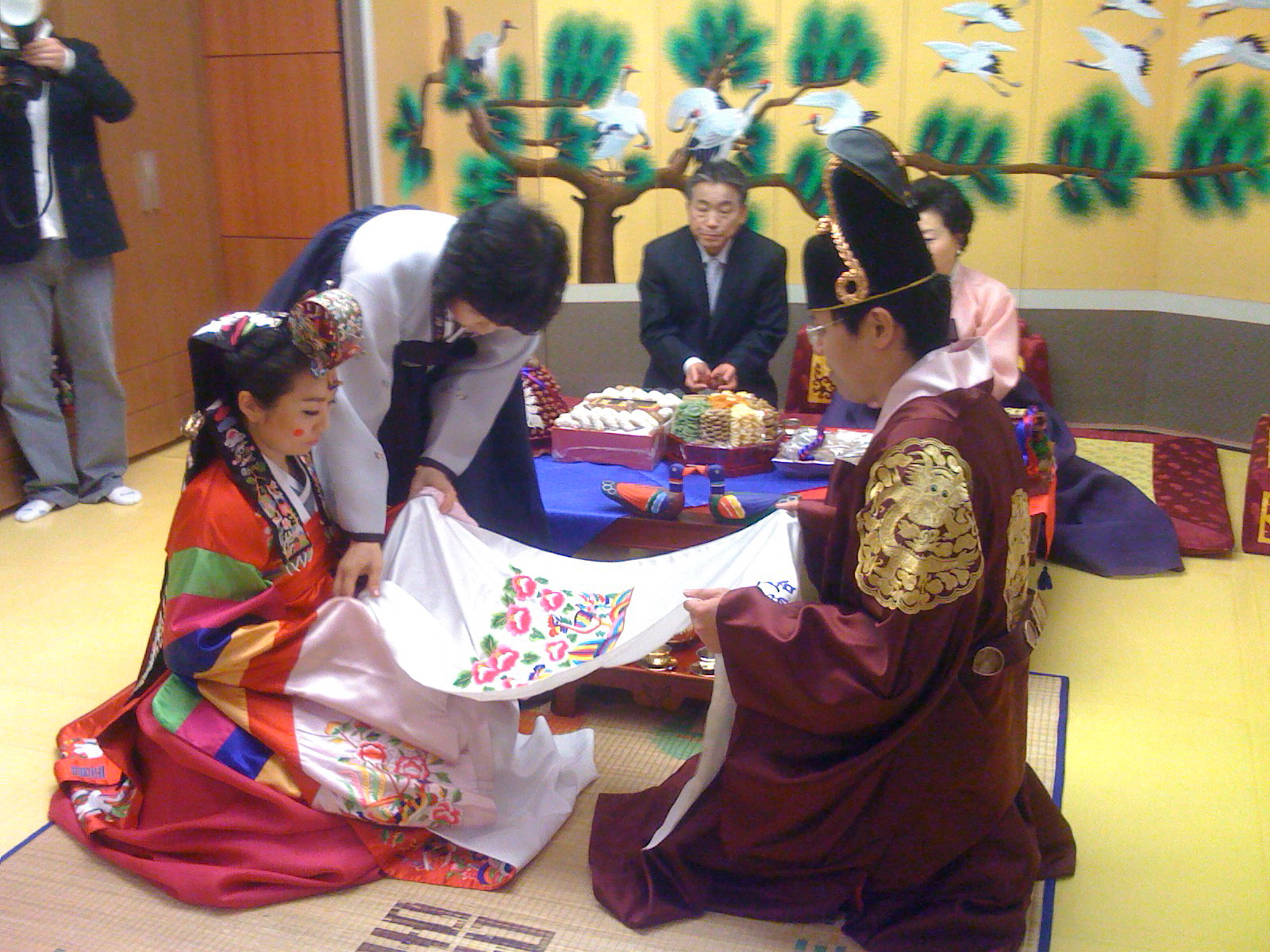
韓國婚禮中的幣帛儀式
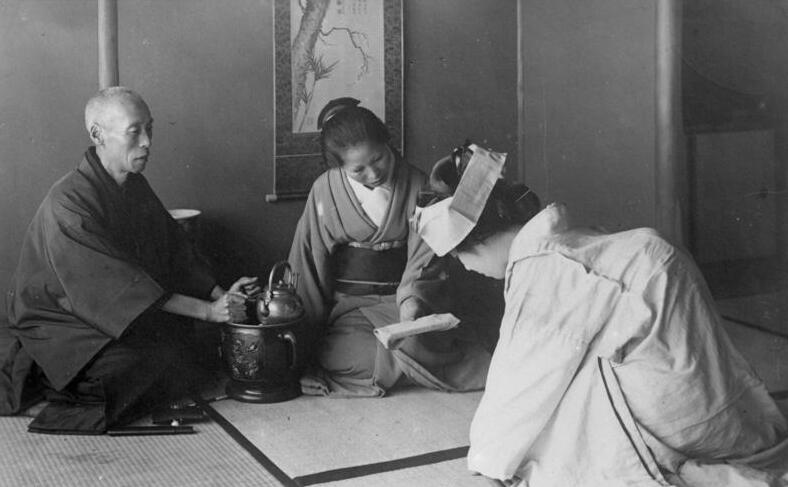
妇见舅姑
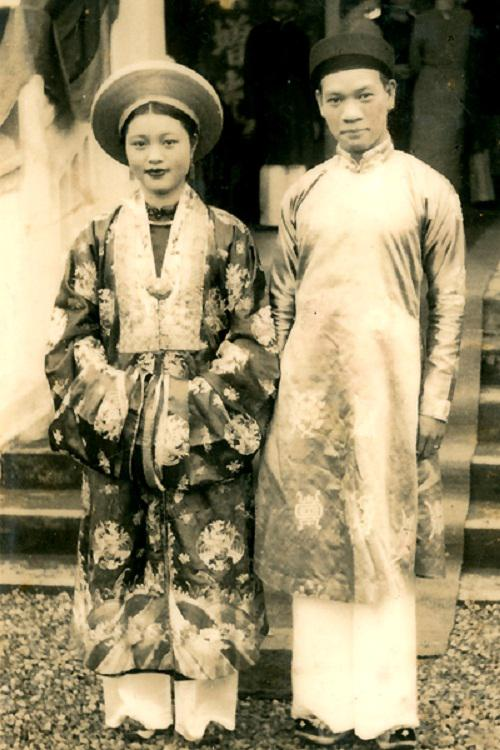
越南传统婚礼

#### 喪禮
東洋各國都遵循喪服、喪制的禮儀，以五服界定喪服及喪期，主要表現為守孝、招魂等等禮節。參與喪禮的賓客會給予喪家賻儀，喪家亦會回禮。

#### 祭禮
根據儒教經典，漢字文化圈都祭祖，祭祀日月、星辰、社稷、山川、大儺。還有祭孔和韓國釋奠祭（석전제）。

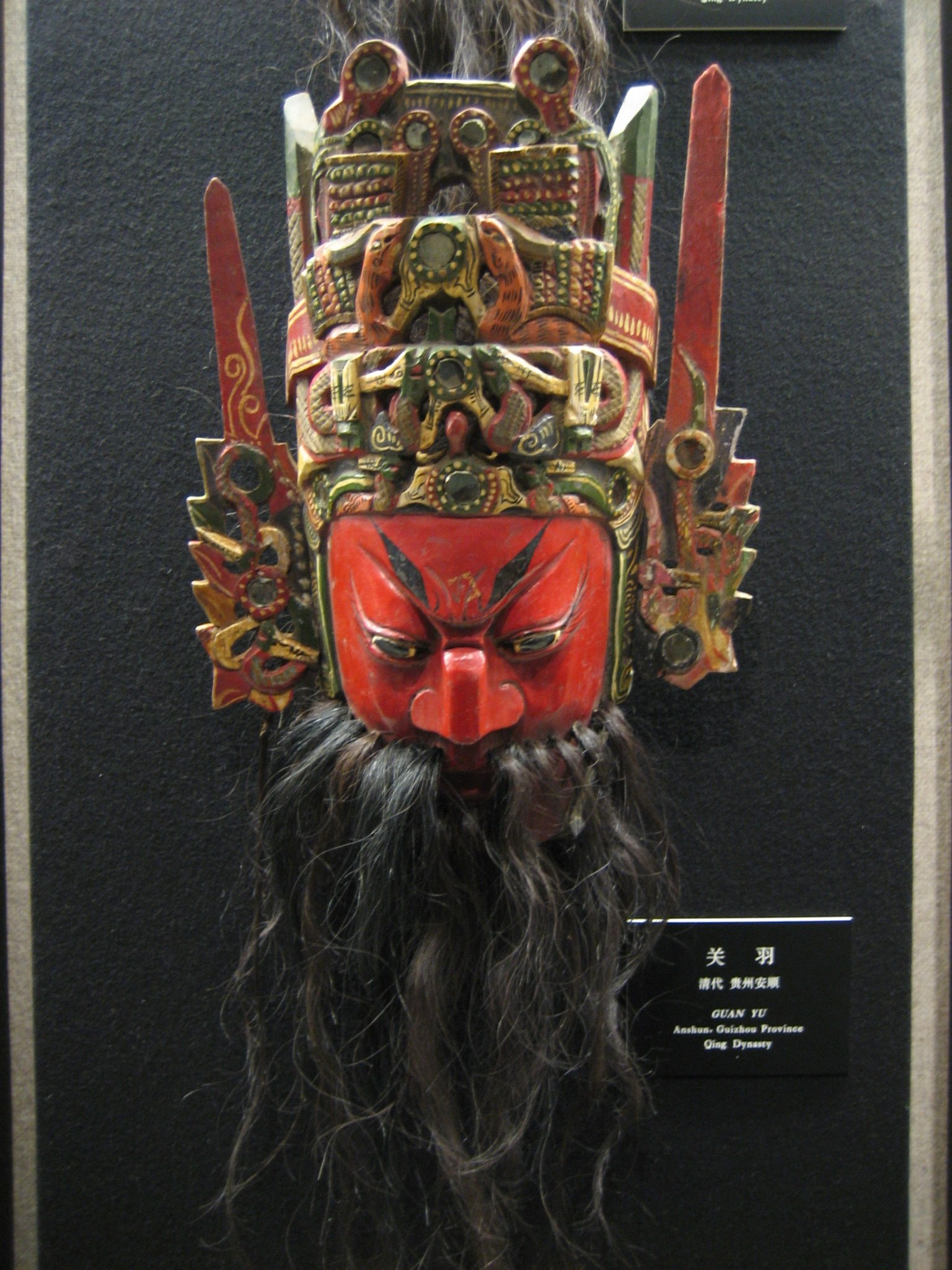
傩戏面具
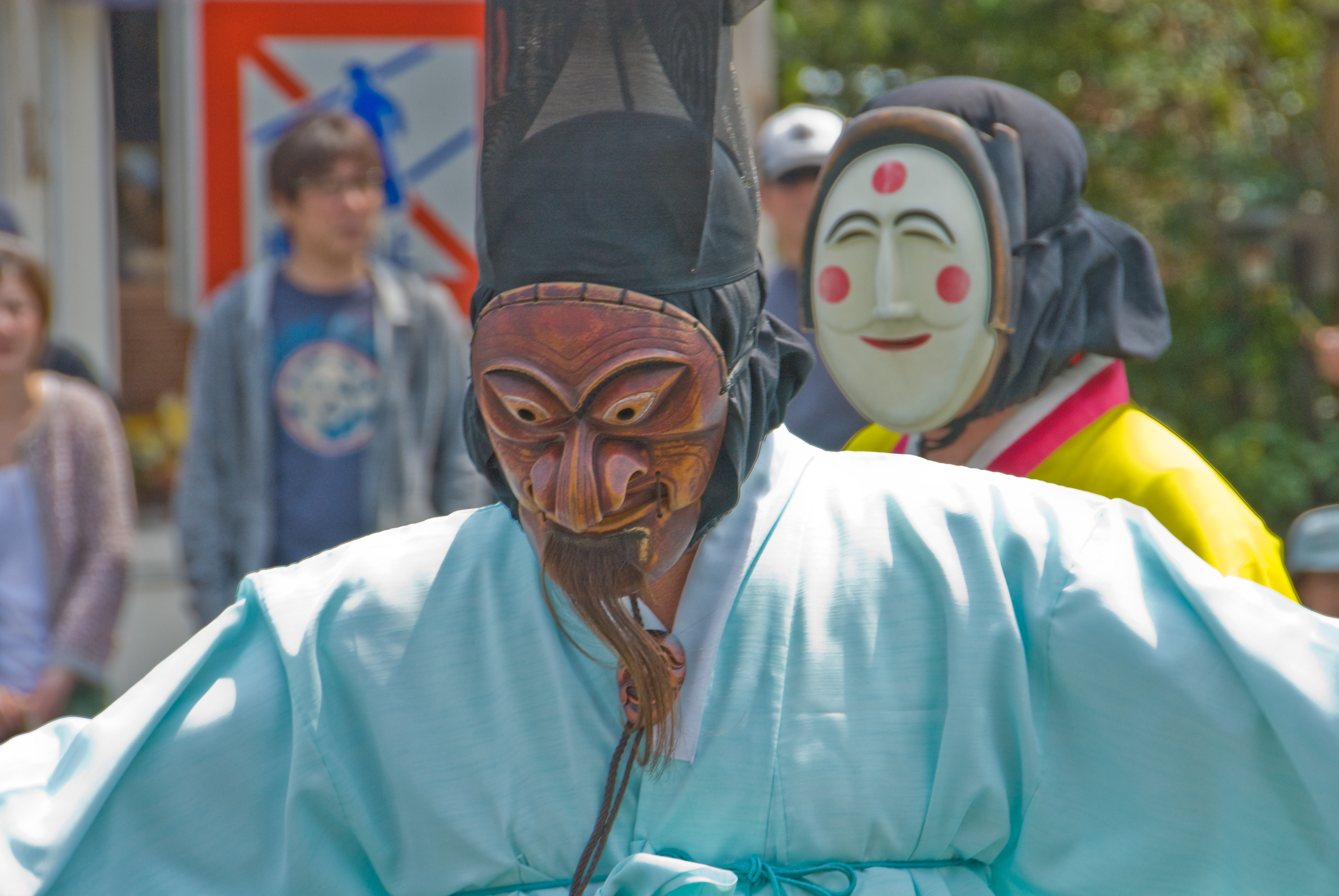
追儺
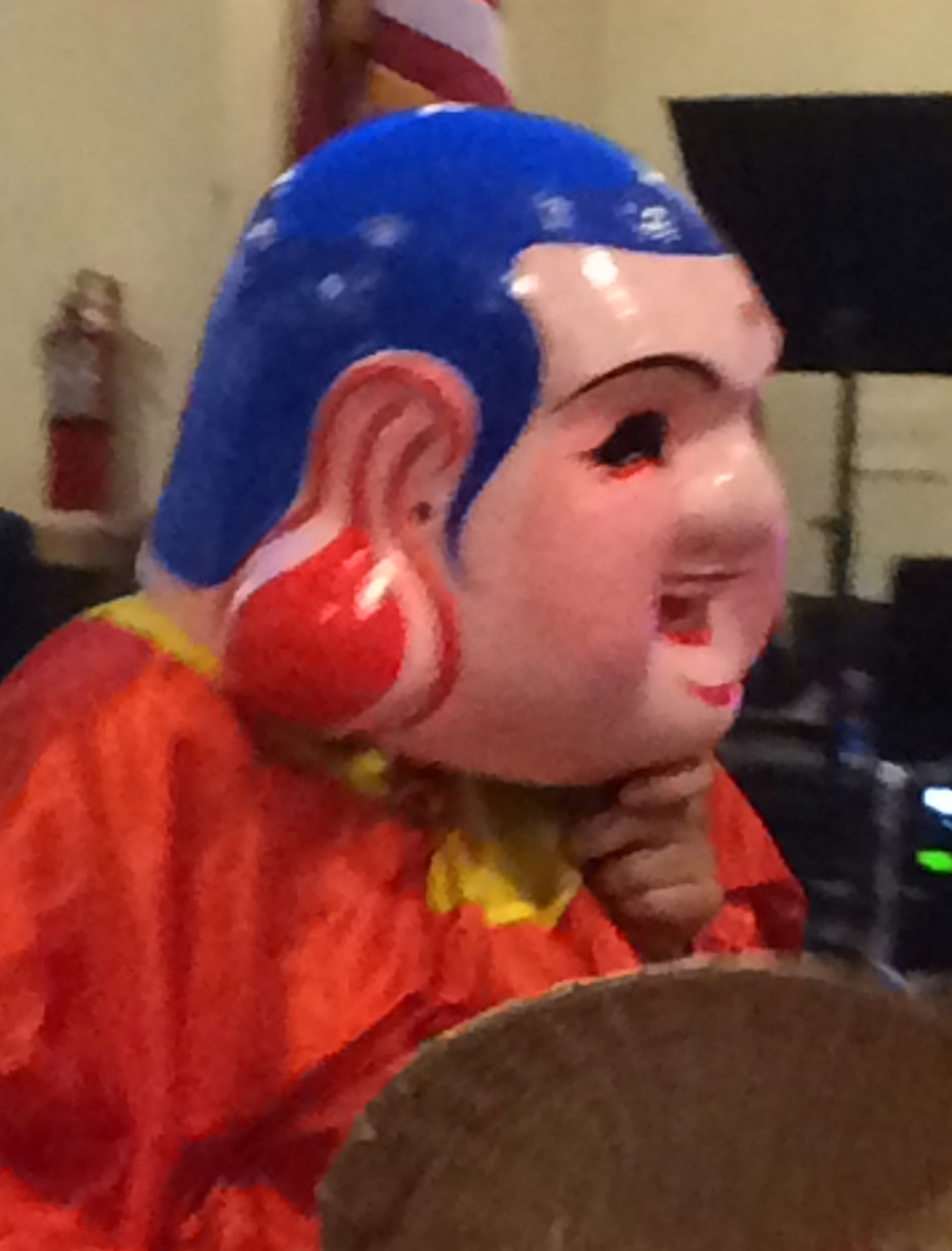
越南追儺
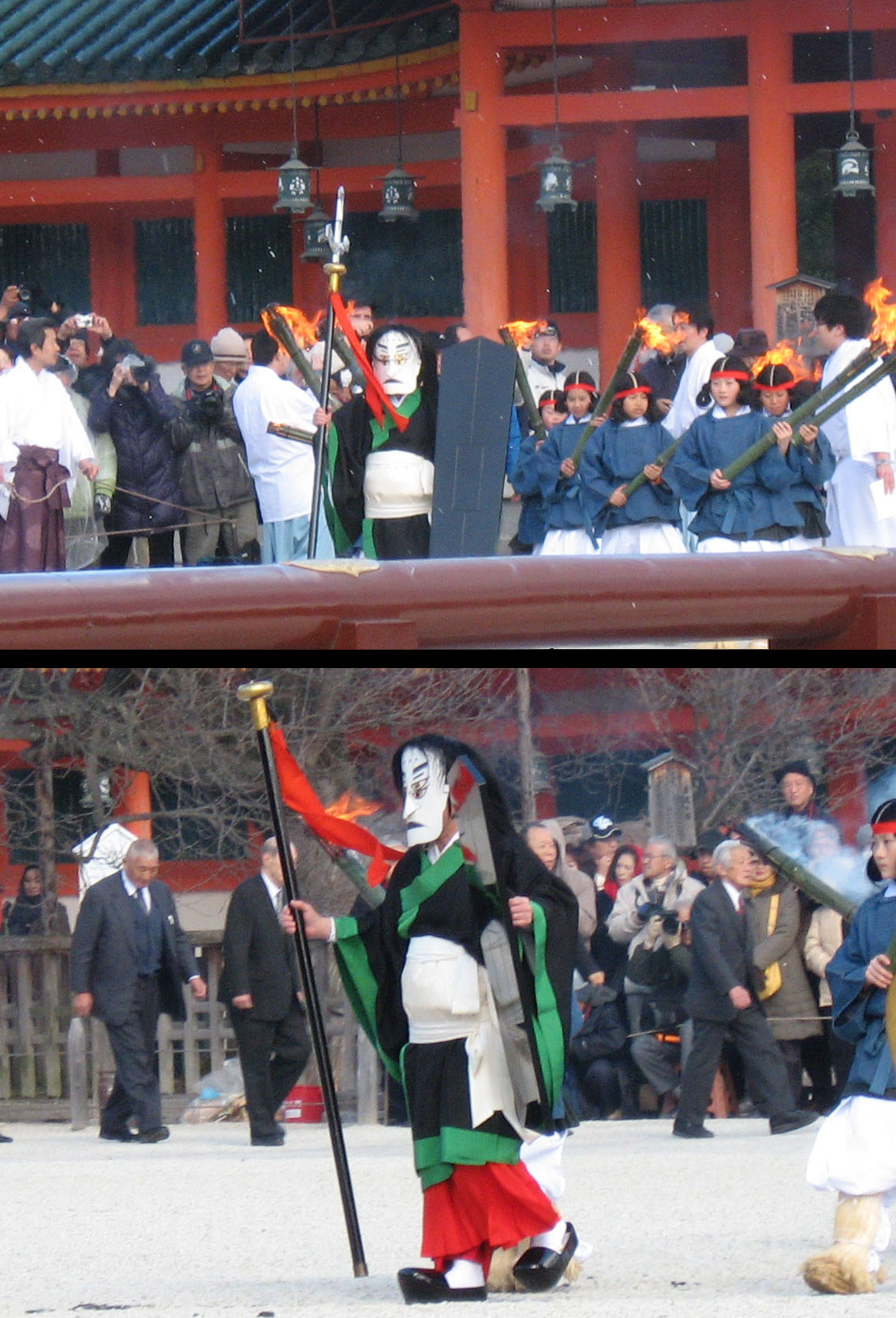
日本追儺

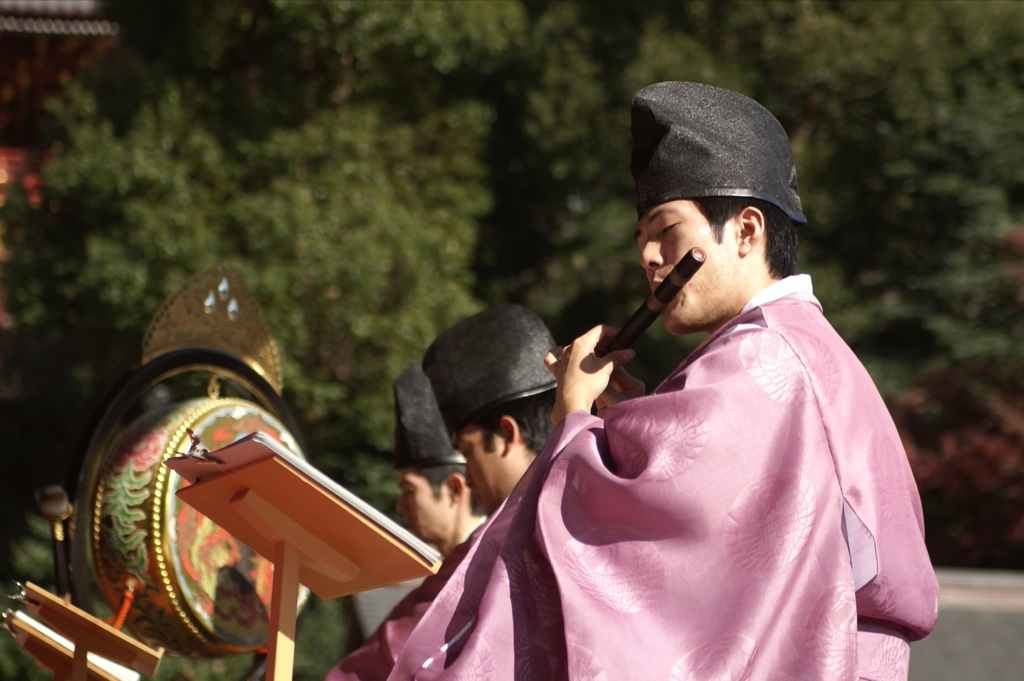
日本神道祭礼
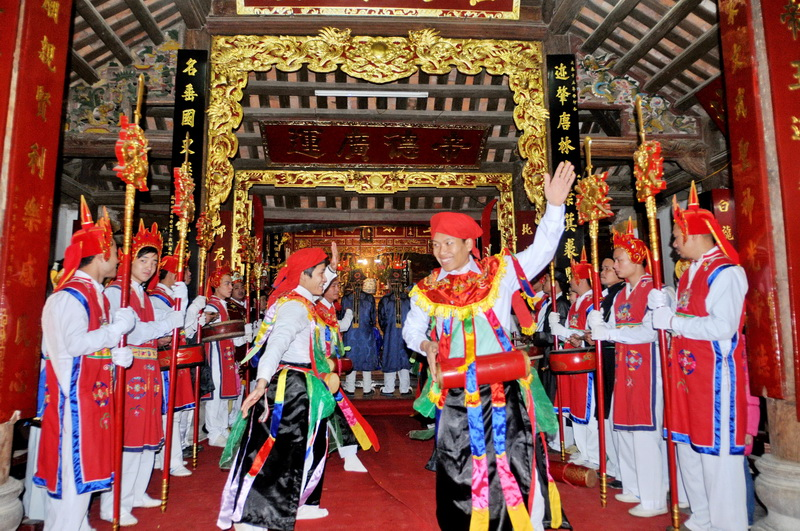
越南民間信仰祭礼
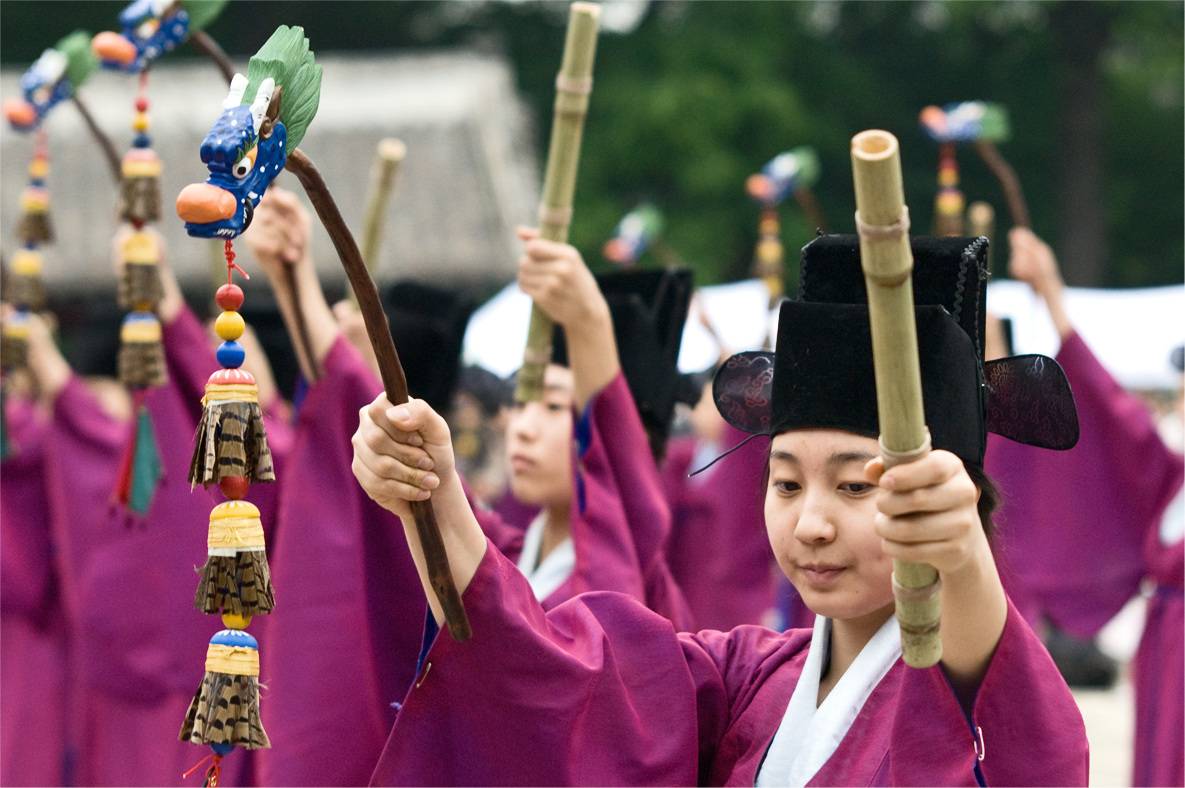
韓國宗廟祭禮
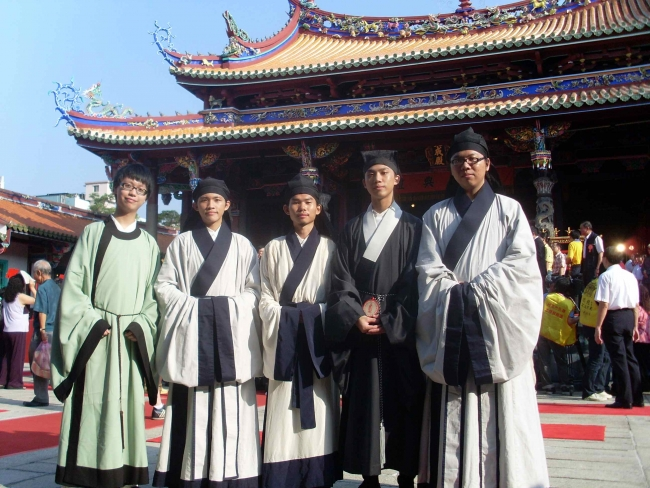
釋奠典禮

### 政治意識
- 主要有華夷思想[16]（中華思想、小中華思想）、天下思想、中国中心主义。因而大多國家還有外交的封閉傾向，以及內部政治集中、高度穩定的特質。

### 文字與文學

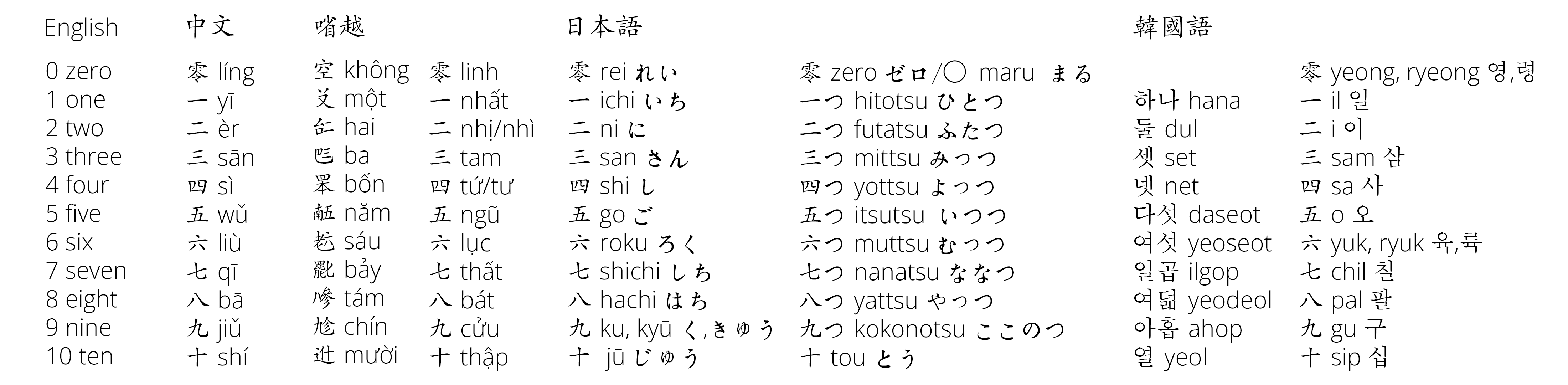
漢字文化圈內的數字

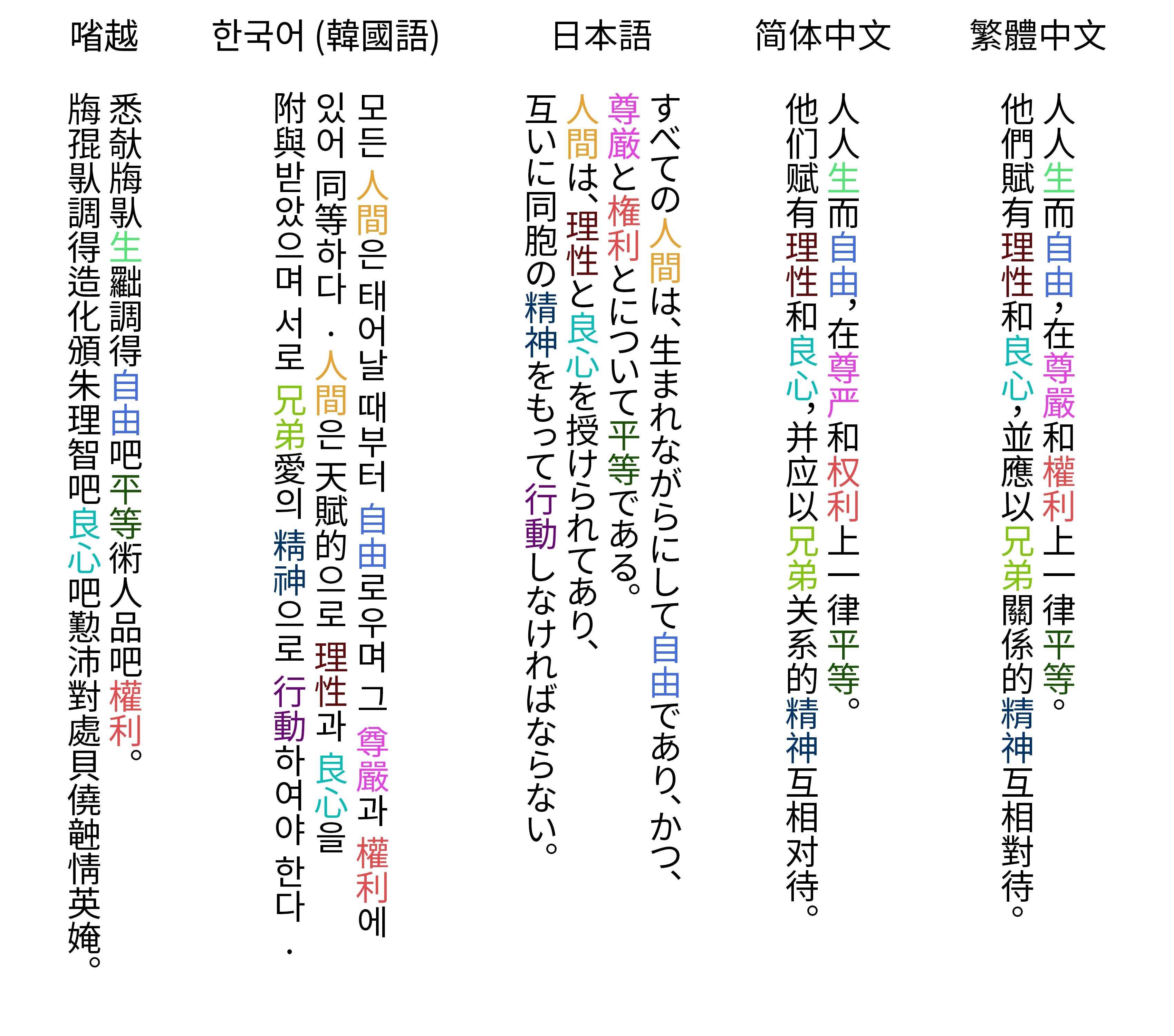
漢字文化圈內的世界人權宣言，共享詞彙為彩色。從左到右，越南語 (Tiếng Việt)、日語 (Nihongo; にほんご)、韓語 (Han'gugeo; 한국어) 和中文 (Zhōngwén; ㄓㄨㄥ ㄨㄣˊ)

- 歷史上，正式場合主要使用傳統漢字，民間亦使用本民族被借用和改造成各種非漢字的「漢字型文字」與「標音系統」，如臺灣的注音符號與方音符號、韓國的諺文、日本的假名、越南的喃字，這些在字形和組字原則上都表現出與漢字的淵源關係。
- 歷史上，正式場合多使用漢文（文言文），民間亦使用本民族文字與漢字混用的本民族書寫系統（參看韓漢混用文、漢字假名混寫文、漢喃文、注音文）。

| 書寫系統   | 文字           | 语言   | 現今使用地区               | 曾經使用地區                                 |
| ---------- | -------------- | ------ | -------------------------- | -------------------------------------------- |
| 陶文       | 陶文           | 漢語   |                            | 中國                                         |
| 甲骨文     | 甲骨文         | 漢語   |                            | 中國                                         |
| 金文       | 金文           | 漢語   |                            | 中國                                         |
| 篆文       | 篆文           | 漢語   |                            | 中國                                         |
| 文言文     | 漢字           |        |                            | 中國、日本、朝鮮半島、越南、蒙古、蘭芳共和國 |
| 繁體字     | 中文漢字       | 漢語   | 台灣、香港、澳門           | 中國大陸地區、蘭芳共和國                     |
| 簡體字     | 中文漢字       | 漢語   | 中國大陸地區、新加坡、佤邦 |                                              |
| 日文       | 日文漢字       | 日語   | 日本                       |                                              |
| 日文       | 萬葉假名       | 日語   |                            | 日本                                         |
| 日文       | 平假名         | 日語   | 日本                       |                                              |
| 日文       | 片假名         | 日語   | 日本                       |                                              |
| 琉球文     | 琉球漢字       | 琉球語 |                            | 日本沖繩縣                                   |
| 琉球文     | 琉球國字頭     | 琉球語 |                            | 日本沖繩縣                                   |
| 韓文       | 韓文漢字       | 韓語   | 南韓                       | 北韓                                         |
| 韓文       | 吏讀文字       | 韓語   |                            | 朝鮮半島                                     |
| 韓文       | 鄉札           | 韓語   |                            | 朝鮮半島                                     |
| 韓文       | 口訣           | 韓語   |                            | 朝鮮半島                                     |
| 韓文       | 諺文           | 韓語   | 朝鮮半島                   |                                              |
| 越南文     | 儒字           | 京語   |                            | 越南                                         |
| 越南文     | 越喃字         | 京語   |                            | 越南                                         |
| 岱文       | 岱喃字         | 岱語   |                            | 越南                                         |
| 瑤文       | 瑤喃文         | 瑤語   |                            | 越南                                         |
| 壯文       | 方塊壯字       | 壯語   |                            | 中國廣西                                     |
| 白文       | 方塊白文       | 白語   |                            | 中國雲南                                     |
| 侗文       | 方塊侗字       | 侗語   |                            | 中國貴州                                     |
| 苗文       | 古苗文         | 苗語   |                            | 中國貴州                                     |
| 仡佬文     | 仡佬字         | 仡佬語 |                            | 中國                                         |
| 布依文     | 布依族古文字   | 布依語 |                            | 中國貴州                                     |
| 西夏文     | 蕃書           | 党項語 |                            | 中國                                         |
| 契丹文     | 契丹大字       | 契丹語 |                            | 中國                                         |
| 契丹文     | 契丹小字       | 契丹語 |                            | 中國                                         |
| 女真文     | 女真大字       | 女真語 |                            | 中國                                         |
| 女真文     | 女真小字       | 女真語 |                            | 中國                                         |
| 蒙古文     | 蒙古文漢字轉寫 | 蒙古語 |                            | 中國、蒙古                                   |
| 納西文     | 哥巴文         | 納西語 |                            | 中國雲南                                     |
| 彝文       | 彝文           | 彝語   | 中國四川、雲南             |                                              |
| 傈僳文     | 竹書           | 傈僳語 |                            | 中國雲南                                     |
| 水文       | 水書           | 水語   | 中國                       |                                              |
| 中文       | 女書           | 湘語   |                            | 中國湖南                                     |
| 中文       | 注音符號       | 漢語   | 台灣                       | 中國大陸                                     |
| 苗文       | 胡托文字       | 黑苗語 |                            | 中國貴州                                     |
| 工尺譜     |                | 琴譜   | 中國                       |                                              |
| 減字譜     |                | 琴譜   | 中國                       |                                              |
| 蘇州花碼   |                | 數字   | 中國                       |                                              |
| 算籌       |                | 數字   | 中國                       |                                              |
| 易經符號   |                | 符号   | 中国                       |                                              |
| 太玄經符號 |                | 符号   | 中国                       |                                              |

### 工艺技术
中国的工艺技术可追溯到《周礼·考工记》记载的六门工艺里的三十个工种，包括攻木之工、攻金之工、攻皮之工、设色之工、刮摩之工、抟埴之工等，包括木工、金工、皮革、染色、琢磨器物及制陶等内容。韩国与日本，在传统工艺的很多方面，是直接学习或者继承了中国的技艺与造物精神的。古代日韩工艺文化的发展受到了中国文化的影响，即包括工艺技巧、工艺形式等的传授和模仿，也包括深层次文化观念的借鉴和学习。比如漆器工艺是途经朝鲜半岛传入日本的。在南线，中国漆器流通主要在与百越、安南、身毒、暹罗等国之间，并通达印度、越南、柬埔寨、印尼等地区。螺钿技艺的传入对於朝鲜半岛漆艺的影响意义重大。
| 考工记门类 | 考工记门类 | 中国非物质文化遗产                                                                   | 韓國無形文化遺產                                                                         | 日本文化财产                                                               |
| ---------- | ---------- | ------------------------------------------------------------------------------------ | ---------------------------------------------------------------------------------------- | -------------------------------------------------------------------------- |
| 木工       | 弓箭       | 聚元号弓箭制作技艺                                                                   | 弓矢匠（第47号）、箭筒匠（第93号）                                                       | 都城大弓                                                                   |
| 木工       | 宫室       | 香山帮传统建筑营造技艺                                                               | 大木匠（第74号）、小木匠（第55号）                                                       | 建造物木工                                                                 |
| 木工       | 木雕       | 东阳木雕、乐清黄杨木雕                                                               | 木雕刻匠（第108号）                                                                      | 木工芸                                                                     |
| 木工       | 乐器       | 苏州民族乐器制作技艺                                                                 | 乐器匠（第42号）                                                                         | 雅楽管楽器製作修理、琵琶製作修理                                           |
| 木工       | 漆器       | 成都漆艺、扬州漆器髹饰技艺、福州脱胎漆器髹饰技艺                                     | 漆匠（第113号）、螺钿漆器匠（第10号）                                                    | 髹漆（漆芸）、蒔絵、沈金、螺鈿、蒟醤                                       |
| 木工       | 草编       | 徐行草编、大名草编、嵊州竹编                                                         | 莞草匠（第103号）、黑笠匠（第4号）、网巾匠（第66号）、宕巾匠（第67号）、彩箱匠（第53号） | 別府竹細工、篠工芸                                                         |
| 木工       | 簾         | 梁平竹帘                                                                             | 帘匠（第114号）                                                                          | 江戸簾、大阪金剛簾                                                         |
| 木工       | 造纸       | 麻纸制作技艺（手工造纸）                                                             | 韩纸匠（第117号）                                                                        | 唐紙製作、手漉和紙                                                         |
| 金工       | 金箔       | 南京金箔锻制技艺                                                                     | 金箔匠（第119号）                                                                        | 表具用古代裂（金襴等）製作                                                 |
| 金工       | 刀工       | 龙泉宝剑锻制技艺                                                                     |                                                                                          | 金具鍛冶、信州打刃物、堺打刃物、越前打刃物                                 |
| 金工       | 器物       | 金银细工制作技艺                                                                     | 雕刻匠（第35号）、𨱎器匠（第77号）                                                       | 彫金                                                                       |
| 金工       | 花丝       | 成都银花丝制作技艺                                                                   | 入丝匠（第78号）                                                                         |                                                                            |
| 金工       | 篆刻       | 金石篆刻                                                                             | 刻字匠（第106号）                                                                        |                                                                            |
| 皮工       | 皮工       | 聊城牛筋腰带制作技艺                                                                 |                                                                                          |                                                                            |
| 染织       | 夏布       | 荣昌夏布制作技艺、万载夏布制作技艺                                                   | 韩山苎麻编织（第14号）、谷城织麻技术（第32号）                                           | 小千谷縮・越後上布                                                         |
| 染织       | 木棉       | 魏县土纺土织技艺、乌泥泾手工棉纺织技艺                                               | 罗州乡村纺棉（第28号）                                                                   | 真冈木绵、远州木绵、三河木绵、松阪木绵、丹波木绵                           |
| 染织       | 丝绸       | 南京云锦木机妆花手工织造技艺、蜀锦织造技艺、宋锦织造技艺、杭罗织造技艺、潞绸织造技艺 | 明䌷编织（第87号）                                                                       | 有職織物、羅、経錦、佐賀錦、献上博多織、紬織、結城紬、久米島紬、精好仙台平 |
| 染织       | 绣工       | 苏绣、湘绣、蜀绣、粤绣                                                               | 刺绣匠（第80号）                                                                         | 刺繍                                                                       |
| 染织       | 染工       | 南通蓝印花布印染技艺                                                                 | 染色匠（第80号）                                                                         | 江戸小紋、本藍染                                                           |
| 染织       | 鞋匠       | 潮州木屐、杭州合村绣花鞋制作技艺、邳州麻编鞋                                         | 靴鞋匠（第116号）                                                                        |                                                                            |
| 染织       | 绢花       | 北京绢花                                                                             | 宫中彩花（第124号）                                                                      | 江戸つまみ簪                                                               |
| 玉石       | 玉雕       | 扬州玉雕、北京玉雕                                                                   | 玉匠（第100号）                                                                          |                                                                            |
| 玉石       | 石雕       | 寿山石雕、曲阳石雕、青田石雕                                                         | 石匠（第120号）                                                                          | 石细工                                                                     |
| 陶瓷       | 陶器       | 荣昌陶器、宜兴紫砂陶制作技艺                                                         | 瓮器匠（第96号）                                                                         | 小鹿田焼、備前焼、無名異焼、鉄釉陶器                                       |
| 陶瓷       | 瓷器       | 德化瓷烧制技艺、龙泉青瓷烧制技艺、景德镇手工制瓷技艺                                 | 瓷器匠（第105号）                                                                        | 青磁、白磁、釉裏金彩                                                       |
| 陶瓷       | 陶瓦       |                                                                                      | 制瓦匠（第91号）、翻瓦匠（第121号）                                                      | 屋根瓦製作                                                                 |

### 生活文化
- 都食用稻米，懂得品茶，並有儀式化的品茶方式[28]，使用筷子進食。
- 中国传统建筑（参看宋朝建筑等）、臺灣傳統建築、越南傳統建築、韓國傳統建築（韓屋）、琉球傳統建築（参看首里等）、日本傳統建築、蒙古建築都有相似建築風格[29]。

- 江苏古建筑
- 臺灣古建筑
- 古建筑
- 日本古建筑
- 越南古建筑越南古建筑
- 琉球古建筑

- 神門、神道坊

- 江苏南京天隆寺寺门
- 北京社稷坛神门
- 日本大阪神明神社的神明鸟居
- 日本岐阜坂祝神社的神明鸟居
- 桃園神社鸟居
- 日本池田城侧门
- 韩国红箭门
- 琉球安里八幡宮鳥居

- 牌坊、楼门

- 山西平遥文庙棂星门
- 山西佛宮寺釋迦塔寺门
- 甘肅马安良拱北牌坊
- 浙江庙沟后石牌坊
- 廣東佛山祖庙庙门
- 日本日光東照宮楼门
- 日本京都二条城唐門
- 韩国寺庙楼门
- 台灣鹿港龍山寺山門
- 琉球守禮門
- 越南阮廷炤陵川門墓大门

- 四柱三间门

- 北京寶諦寺四柱三间寺门
- 北京碧云寺山门
- 北京大高殿山门
- 江蘇徐州「五省通衢」牌樓
- 日本秩父市三峯神社
- 日本奈良大神神社
- 日本京都御苑堺町御門
- 台灣台中臺中市忠烈祠門樓
- 越南順化應陵牌樓
- 越南川門上庙
- 越南川門昭禪寺
- 越南川門國恩寺

- 城门

- 北京紫禁城午门
- 北京阜成门城楼
- 韩国汉城（首尔）興仁之門
- 越南阮朝顺化皇城午门
- 台灣臺南臺灣府城大南門

- 地理名称上，因具有相似的地理风水特征或有着类似的历史文化背景，而同名，如日本的湘南与中国的湘南（湖南南部），韓國的襄阳、江陵与中国的襄阳、江陵，越南的太原与中国的太原，等等。
- 基於儒教四書五經形成的禮儀服飾：漢服、韓服、越服、琉裝、和服。韓國語的一詞在李氏朝鮮覆滅時指的是漢服。[30]

## 歷史

### 秦漢
中國人對自己的文化，更充滿信心與優越感，認為落後的地區會被中國吸引，前來朝貢。中國文化可以不斷的擴大，達到「天下大同」的理想境界。
- 華南
- 越南

秦始皇設象郡，將越南北部首次納入版圖。
漢初，趙佗滅安陽王，設交趾、九真等郡，將疆域延伸到今越南中部。

### 魏晉南北朝
高句麗、百濟、新羅鼎足而立。
半島北部：永嘉之亂後，中國東北的高句麗南下佔領了樂浪、帶方兩郡，將疆域拓展到朝鮮半島，同時與分裂的北方中原諸政權維持友好關係。 西元五世紀初，全盛時期的高句麗與東晉結盟，形成與中原王朝南、北兩面外交關係。429年高句麗遷都平壤，成為地道的半島國家。
半島南部：百濟位於半島西南部，臨黄海，曾長期與高句麗為敵，與東晉、南朝較為密切。新羅位於半島東南，臨日本海，初期透過高句麗吸取中華文化，與北中國的關係較為密切。六世紀以後新羅興起，朝鮮半島上形势產生變化。高句麗聯合百濟，以壓制新羅，新羅轉而與中原國家較為密切。
372年高句麗設太學、傳入佛教、頒律令（初期以高句麗為最盛）。384年百濟設太學、頒律令。
- 日本

與南朝建立朝貢關係。根據南朝史書的記載，倭五王的倭國繼百濟、高句麗之後，在五世紀中與南朝建立朝貢關係的第三個。西元538年佛教由百濟傳入日本。同時期，中國的儒教、易學、曆算、醫學，亦先後由百濟傳入日本。

### 隋唐、五代十國、宋遼金夏
朝鮮半島初次出現統一王國。隋唐帝國一再對高句麗用兵，在新羅的幫助下，唐于660年滅百濟，668年滅高句麗。朝鮮半島首次出現統一王國統一新羅。西元583年，新羅始頒佈律令及允許傳佈佛教。政治、經濟制度全仿唐制。文化上，新羅創出用漢字來標音的「吏讀文」。科舉考試指定書籍是儒家經典。大量派遣留學生至長安的太學，如崔致遠高中唐科舉進士，且嫺熟漢文，歸國後，備受國人推崇。 
日本
西元7至9世紀，中國進入隋唐時代，日本逐漸進入主動、直接吸收中華文化的時期，是歷史上吸收中華文化最多、最快的時期。 
從西元607年初次派「遣隋使」至中國，往後二百五十年間，遣使不斷。透過使節來華的留學生、學問僧，唐代文化大量傳入日本。 天皇名稱、“日本”國號的確立、中央體制、地方制度、考試制度、土地田賦制度等，日本多以唐制為藍本。 
奈良、京都受唐式文化影響深遠，此兩京的建築系仿自唐長安城。 日本人借用漢字偏旁發明「片假名」、根據漢字草書發明「平假名」。奈良時期，中國的成實、三論、法相、俱舍、華嚴及律宗傳入日本。至京都時期，在傳入天台與真言宗後，完成了大乘佛教的東傳。 
藝術、娛樂方面，唐朝各項藝術娛樂傳入日本，如圍棋、書法、音樂、舞蹈等經過消化改造，已成為日本文化的一部分。 
越南
唐設安南都護府，為中國唐朝統治時期。
唐昭宗天佑三年（906年），加静海军节度使曲承裕同平章事，成为越南实际自治的开始。晋出帝天福四年（939年），吳權建政稱王。
968年（北宋时），丁部領統一國境，立国号为大瞿越，建立丁朝（當時國境相當於現時越南的北部）。丁朝與宋朝的使節來往頻繁，建立宗藩關係。

### 元明清
日本
越南
琉球

## 文化交流紀實
日本江戶時代的儒學者常和朝鮮的儒學者用漢字筆談的方式來爭論儒學問題；明清时代前來中國大陸朝贡的使节团當中，安南（越南）使節與朝鮮使節曾經互贈漢詩。而古代琉球國亦曾發生朝鮮國漁船迷航，而由琉球王國協助後送返朝鮮的事件，當中琉球國王致朝鮮國王的文書自然也用漢文寫成。袁世凯、马相伯可以与朝鲜国王、官员笔谈。黄遵宪等可以与琉球人、日本人笔谈。梁启超、孙中山、康有为、黎庶昌、王照不懂日语也可以直接与日本人笔谈。
即使在現代社會，利用漢字的筆談也為東亞人民之間的交流也起了很大的作用。韩国首爾市立大學教授金榮旭指出，越戰期間，一名被派遣至越南的南韓國軍排長在與越南當地村長以漢字筆談後，讓這個小村落的無辜村民逃過了美軍的猛烈轟炸；一些韩国游客在前往中國旅行時，因水土不服而瀉吐時，向中國藥劑師遞上寫有「腹痛」和「消化不良」的字條後，即迅速獲得處方；也有台灣遊客在日本旅行迷路時以漢字向當地的日本人問路而得以到達目的地。
《印度支那物語》（日语：インドシナ物語）的作者日本人丸山靜雄在越南采訪時的曾與當地越南人進行過筆談（1981年前）。以下摘錄自原書章節：
汉语譯文：
（二戰）終戰前越南還是法國殖民地的時候，我曾作為朝日新聞的特派員到過越南。我特意乘坐越式三輪車，行於胡同小巷之間，與越南民族獨立運動家們見面。大多時候，靠翻譯员的幫助，翻譯员不在的時候則用文言文筆談，效果很好，因此可以互通意義。現在中年以上的人大都識漢字，我也大體能用漢字交流。就漢字而言，與日本的漢字相比，雖然兩個地域（日本和越南）完全不同但漢字基本沒有變化，我深深的感覺到自己一直生活在中国－越南－朝鮮－日本共同組成的漢字文化圈中。

## 近代
18世纪之后，中國在多场对外战争中战败，朝贡体系下的各屬國對中国的国力产生质疑。第二次世界大戰後，作為擺脫落後文化的象徵，部分地區開始實行漢字廢止政策。
17世紀由法國傳教士亞歷山大·德羅茲（Alexandre de Rhodes）为越南语設計的國語字（越南语：／）被后来的法国殖民当局在学校中广泛推广，虽然当时并未完全普及，但在20世纪中后期，其逐渐取代了傳統的儒字（漢字）和喃字，成为越南国家的官方文字。因此，20世纪後半叶以後，理解漢字的人除了老年人和一部分的專家以外，變得很少。
使用的漢字，只用作併記，注解和消歧義。二戰后，朝鮮王朝的第4代國王世宗所創造的朝鮮文字——諺文（언문、한글）被普遍使用，報紙上漢字的使用頻率也不高，一般只會用於迴避歧義的詞語時使用（参看韓國漢字#文字戰爭）。甚至已經完全廢除漢字，除了日常語言外，法律也不採用漢字書寫。
日本雖然繼續延用漢字，但近年來年輕人的漢字水準較老一輩下降，部份漢字詞彙只能用假名（仮名、かな）的書寫方式來代替。
目前除了台灣地區、港澳地區一直沿用傳統漢字（在臺灣稱國字或正體字、在港澳稱繁體字）外，部分使用漢字的国家的政府确定了汉字的简化方案，如日本汉字採用新字体（舊字體在现代日语仍可交互使用）、中國大陸採用简化字為主。漢字在新加坡以及其他除馬來西亞之外的东南亚華人地區的工作和日常生活中的使用頻度很少，不过也有自己的简化方案（或比照简化字，但中文傳統漢字在民間仍少量通用）。而馬來西亞華人地區的漢字使用頻率極高，且隨著華人受教育程度逐漸提高的影響，早期民間自創的簡化字早已逐漸被遺忘，改為採用中國的簡化字，而大部分中文報章的標題都會使用傳統漢字。另外在現在的越南及，漢字的使用頻度已比以前少很多。在美国和加拿大等海外华人的地方也有以汉字为主的报纸。
漢字是東亞國際文字的觀點到近年逐漸受到關注。隨著南韓、台灣、中国大陸經濟的快速發展，以及歐洲共同體成立的啓示，東亞共同體建立的呼聲也逐漸提高。特别是以中国复兴为重要因素，使得作為東亞國際文字的漢字的重要性將被重新評估。另外，近年来，在原汉字文化圈各国各地区亦出现呼吁东亚国家统一使用《康熙字典》标准汉字的建议。那些過去屬於漢字文化圈而在近代丟掉了漢字的國家，也逐步意識到漢字的重要性，他們發現漢字能使不同語言的民族以文字互相溝通，與表音文字相容並存，不但能保存獨特民族語言，又能使不同民族藉漢字表意而能互相交流溝通，使「漢字復活」的呼聲也開始被倡導。

## 各地區政權
本章節以地域為視點描述，某些地區可能今隸屬于其中另一個地區之政權。

### 大中华

#### 中国大陆與港澳地區
| 政權                   | 主體民族                                | 年代                                                                        | 语言及文字                                                                                           |
| ---------------------- | --------------------------------------- | --------------------------------------------------------------------------- | --- |
| 夏                     | 華夏族（漢族前身）                      | 前21世紀－前17世紀                                                          | 原始漢語                                                                                             |
| 商                     | 華夏族                                  | 前17世紀－前11世紀                                                          | 早期上古漢語（甲骨文）                                                                               |
| 周                     | 華夏族                                  | 前11世紀-前256年                                                            | 上古漢語（先秦音系）                                                                                 |
| 东瓯国                 | 越族（王室為越国王裔）                  | 前3世纪－前138年                                                            | 古越語                                                                                               |
| 闽越国                 | 越族（王室為越国王裔）                  | 前3世纪－前110年                                                            | 古越語                                                                                               |
| 秦                     | 華夏族                                  | 前221年-前207年                                                             | 上古漢語                                                                                             |
| 西漢                   | 漢族                                    | 前202年-9年                                                                 | 上古漢語                                                                                             |
| 新                     | 漢族                                    | 9年-23年                                                                    | 上古漢語                                                                                             |
| 東漢                   | 漢族                                    | 25年-220年                                                                  | 晚期上古漢語（漢代音系）                                                                             |
| 魏                     | 漢族                                    | 220年－266年                                                                | 晚期上古漢語（漢代音系）                                                                             |
| 蜀                     | 漢族                                    | 221年－263年                                                                | 晚期上古漢語（漢代音系）                                                                             |
| 吳                     | 漢族                                    | 229年－280年                                                                | 晚期上古漢語（漢代音系）                                                                             |
| 晉                     | 漢族                                    | 265年－420年                                                                | 汉语（魏晋音系）                                                                                     |
| 爨氏南中               | 南蠻族（王室為汉族河东移民）            | 339年－748年                                                                | |
| 高昌北凉               | 漢族 （王室為匈奴族）                   | 442年－460年                                                                | |
| 闞氏高昌               | 漢族                                    | 460年－488年                                                                | |
| 麴氏高昌               | 漢族                                    | 501年－640年                                                                | |
| 隋                     | 漢族                                    | 581年—619年                                                                 | 中古漢語                                                                                             |
| 唐                     | 漢族                                    | 618年－907年                                                                | 中古漢語                                                                                             |
| 渤海國                 | 渤海人                                  | 698年－926年                                                                | 扶余語、通古斯语系靺鞨语                                                                             |
| 南诏                   | 白族、彝族                              | 738年－937年                                                                | |
| 归义军                 | 漢族                                    | 848年－1035年                                                               | 中古漢語                                                                                             |
| 楚                     | 漢族                                    | 897年－951年                                                                | 中古漢語                                                                                             |
| 梁                     | 漢族                                    | 907年－923年                                                                | 中古漢語                                                                                             |
| 唐                     | 漢族 （皇室為漢化沙陀族，後人融入漢族） | 923年－937年                                                                | 中古漢語                                                                                             |
| 晉                     | 漢族 （皇室為漢化沙陀族，後人融入漢族） | 936年－947年                                                                | 中古漢語                                                                                             |
| 大理国                 | 白族                                    | 937年－1253年                                                               | |
| 漢                     | 漢族 （皇室為漢化沙陀族，後人融入漢族） | 947年－951年                                                                | 中古漢語                                                                                             |
| 周                     | 漢族                                    | 951年－960年                                                                | 中古漢語                                                                                             |
| 吳                     | 漢族                                    | 902年－937年                                                                | 中古漢語                                                                                             |
| 蜀                     | 漢族                                    | 903年－925年                                                                | 中古漢語                                                                                             |
| 吳越國                 | 漢族                                    | 907年－978年                                                                | 中古漢語                                                                                             |
| 閩                     | 漢族                                    | 909年－945年                                                                | 中古漢語                                                                                             |
| 于阗（自尉迟僧乌波起） | 于阗族                                  | 912年－1006年                                                               | |
| 遼                     | 契丹族                                  | 916年－1125年                                                               | 契丹語（契丹文）、中古漢語                                                                           |
| 漢                     | 漢族                                    | 917年－971年                                                                | 中古漢語                                                                                             |
| 南平國                 | 漢族                                    | 924年－963年                                                                | 中古漢語                                                                                             |
| 蜀                     | 漢族                                    | 934年－965年                                                                | 中古漢語                                                                                             |
| 唐                     | 漢族                                    | 937年－975年                                                                | 中古漢語                                                                                             |
| 漢                     | 漢族 （皇室為漢化沙陀族，後人融入漢族） | 951年－979年                                                                | 中古漢語                                                                                             |
| 宋                     | 漢族                                    | 960年－1279年                                                               | 中古漢語                                                                                             |
| 西夏                   | 党項族                                  | 1038年－1227年                                                              | 西夏語（西夏文）、中古漢語                                                                           |
| 金                     | 女真族                                  | 1115年－1234年                                                              | 女真語（女真文）、中古漢語                                                                           |
| 西辽                   | 契丹族                                  | 1124年－1218年                                                              | 契丹語（契丹文）、中古漢語                                                                           |
| 元                     | 漢族 （皇室為蒙古族）                   | 1271年–1368年                                                               | 近代漢語、蒙古語                                                                                     |
| 明                     | 漢族                                    | 1368年－1644年                                                              | 近代漢語                                                                                             |
| 清                     | 漢族 （皇室為滿族）                     | 1616年－1912年                                                              | 近代漢語、滿語                                                                                       |
| 英屬香港               | 漢族、英國人                            | 1841年-1941年 1945年-1997年                                                 | 英語、粵語                                                                                           |
| 大日本帝國香港占領地   | 漢族、英國人 （統治者為和族）           | 1941年-1945年                                                               | 日語、英語、粵語                                                                                     |
| 葡屬澳門               | 漢族、土生葡人、葡萄牙人                | 1557年-1999年                                                               | 葡語、粵語                                                                                           |
| 中華民國               | 漢族                                    | 1912年－1949年（大陆时期）1915年一1916年（洪宪帝制） 1949年－（政府迁台后） | 現代漢語（通用中華民國國語，以及各種漢語方言）                                                       |
| 滿洲國                 | 大和民族、漢族、滿族                    | 1932年－1945年                                                              | 日語、滿洲語                                                                                         |
| 中華民國汪精衛政府     | 漢族、大和民族                          | 1940年－1945年                                                              | 現代漢語（通用中華民國國語，以及各種漢語方言）                                                       |
| 中華人民共和國         | 漢族                                    | 1949年－                                                                    | 現代漢語（通用漢語，包括漢語官話、吳語、粵語、閩語、客家語、贛語、湘語、平話、徽語、晉語等漢族語言） |
| 香港特別行政區         | 漢族                                    | 1997年 －                                                                   | 英語、粵語 、汉语普通话                                                                              |
| 澳門特別行政區         | 漢族                                    | 1999年 -                                                                    | 葡語、粵語 、汉语普通话                                                                              |

#### 臺灣
| 政權         | 主體民族                                   | 年代                                                                                  | 语言文字 |
| ------------ | ------------------------------------------ | ------------------------------------------------------------------------------------- | --- |
| 荷屬福爾摩沙 | 荷蘭人、台灣原住民、漢族                   | 1624年－1662年                                                                        | 荷蘭語、漢語、台灣原住民語言 |
| 明鄭         | 漢族                                       | 1661年－1683年                                                                        | 漢語 |
| 清朝         | 漢族 （皇室為滿族）                        | 1683年－1895年                                                                        | 漢語（臺灣閩南語、臺灣客家語、漢語官話） |
| 臺灣民主國   | 漢族                                       | 1895年－1895年                                                                        | 漢語（臺灣閩南語、臺灣客家語） |
| 日治臺灣     | 漢族、大和民族、台灣原住民                 | 1895年－1945年                                                                        | 日本語、漢語（臺灣閩南語、臺灣客家語 ）等） |
| 中華民國     | 漢族（閩南人、客家人、外省人）、台灣原住民 | 1912年－1949年(金馬地區大陸時期) 1945年－1949年(台澎地區大陸時期) 1950-(臺澎金馬時期) | 現代標準漢語、以中華民國國語為官方語言、其他漢語（臺灣閩南語、臺灣客家語、馬祖話、烏坵話 ） 臺灣原住民族語 （排灣語、泰雅語、阿美語、布農語等） |

### 日本
| 政權                      | 主體民族                                 | 年代                              | 语言文字                 |
| ------------------------- | ---------------------------------------- | --------------------------------- | ------------------------ |
| 绳文时代                  | 繩文人                                   | 前4世纪以前                       | 未知（可能屬於南島語系） |
| 彌生時代                  | 繩文人和彌生人（均為現代大和民族的前身） | 前4世纪－3世紀                    |                          |
| 古墳時代                  | 大和民族和毛人                           | 3世紀－7世紀                      |                          |
| 飛鳥時代                  | 大和民族和毛人                           | 592年－710年                      |                          |
| 奈良時代                  | 大和民族和毛人                           | 710年－794年                      | 上古日語                 |
| 平安時代 （平氏政權）     | 大和民族                                 | 794年－1185年 （1167年－1185年）  | 上古日語                 |
| 鎌倉幕府                  | 大和民族                                 | 1192年－1333年                    | 中古日語                 |
| 建武新政                  | 大和民族                                 | 1333年－1336年                    | 中古日語                 |
| 室町幕府                  | 大和民族                                 | 1338年－1573年                    | 中古日語                 |
| 安土桃山時代 （豐臣政權） | 大和民族                                 | 1573年－1600年 （1590年－1600年） | 近代日語                 |
| 江戶幕府                  | 大和民族                                 | 1600年－1868年                    | 近代日語                 |
| 蝦夷共和國                | 大和民族                                 | 1868年－1869年                    | 近代日語                 |
| 大日本帝國                | 大和民族                                 | 1868年－1947年                    | 日本語（現代日語）       |
| 日本國                    | 大和民族                                 | 1947年－                          | 日本語（現代日語）       |

### 琉球
| 政權               | 主體民族      | 年代           | 语言文字           |
| ------------------ | ------------- | -------------- | ------------------ |
| 英祖王朝           | 琉球族        | 1259年—1349年  | 琉球語             |
| 中山國             | 琉球族        | 1314年—1429年  | 琉球語             |
| 南山國             | 琉球族        | 1337年－1429年 | 琉球語             |
| 北山國             | 琉球族        | 1322年－1416年 | 琉球語（國頭語）   |
| 琉球王國           | 琉球族        | 1329年－1879年 | 琉球語             |
| 大日本帝國         | 琉球族/大和族 | 1879年－1945年 | 日本語 琉球語      |
| 琉球列島美國軍政府 | 琉球族/大和族 | 1945年－1950年 | 英語 日本語 琉球語 |
| 琉球列島美國民政府 | 琉球族/大和族 | 1950年－1972年 | 英語 日本語 琉球語 |
| 日本國             | 琉球族/大和族 | 1972年－       | 日本語             |

### 朝鲜半岛
| 政權                   | 主體民族          | 年代              | 语言及文字             |
| ---------------------- | ----------------- | ----------------- | ---------------------- |
| 箕子朝鮮               | 東夷族            | 前12世紀－前194年 | 濊貊語                 |
| 衛滿朝鮮               | 東夷族            | 前195年—前108年   | 濊貊語 （扶余語系）    |
| 扶餘國                 | 扶餘人            | 前18年–494年      | 扶余語                 |
| 高句麗                 | 扶餘人            | 前37年－668年     | 扶余語                 |
| 百濟國                 | 扶餘人            | 前18年－660年     | 扶余語                 |
| 新羅國                 | 朝鮮民族          | 前57年－935年     | 古朝鮮語               |
| 後百濟                 | 朝鮮民族          | 900年－936年      | 古朝鮮語               |
| 泰封國                 | 朝鮮民族          | 899年 - 918年     | 古朝鮮語               |
| 高麗國                 | 朝鮮民族          | 918年－1392年     | 中世朝鮮語             |
| 朝鮮國                 | 朝鮮民族          | 1392年－1897年    | 中世朝鮮語、近代朝鮮語 |
| 大韓帝國               | 朝鮮民族          | 1897年－1910年    | 近代朝鮮語             |
| 日治朝鮮               | 朝鮮民族/大和民族 | 1910年－1945年    | 日語、朝鮮語           |
| 朝鲜民主主义人民共和国 | 朝鮮民族          | 1948年－          | 現代朝鮮語             |
| 大韓民國               | 朝鮮民族          | 1948年－          | 現代朝鮮語             |

### 越南
| 政權                     | 主體民族                | 年代             | 语言文字         |
| ------------------------ | ----------------------- | ---------------- | ---------------- |
| 南越國                   | 越 （王室為漢人）       | 前203年－前111年 | 上古漢語、古越語 |
| 漢屬越南                 | 越 （王室為漢人）       | 前111年－39年    | 上古漢語、古越語 |
| 晉屬越南                 | 越 （王室為漢人）       | 43年－544年      | 上古漢語、古越語 |
| 占婆王國                 | 占族                    | 137年－1832年    | 占語             |
| 前李朝                   | 京                      | 544年－602年     | 越南語           |
| 唐屬越南                 | 越 （王室為漢人）       | 603年至939年     | 中古漢語、古越語 |
| 吳朝                     | 京                      | 938年－968年     | 越南語           |
| 丁朝                     | 京                      | 968年－980年     | 越南語           |
| 前黎朝                   | 京                      | 980年－1009年    | 越南語           |
| 李朝                     | 京                      | 1009年－1225年   | 越南語           |
| 陳朝                     | 京                      | 1225年－1400年   | 越南語           |
| 胡朝                     | 京                      | 1400年－1407年   | 越南語           |
| 明屬越南                 | 京                      | 1407年－1427年   | 近代漢語、越南語 |
| 後陳朝                   | 京                      | 1407年－1413年   | 越南語           |
| 莫朝                     | 京                      | 1527年－1592年   | 越南語           |
| 後黎朝                   | 京                      | 1531年－1789年   | 越南語           |
| 西山朝                   | 京                      | 1778年－1802年   | 越南語           |
| 阮朝                     | 京                      | 1802年－1945年   | 越南語           |
| 法屬印度支那             | 京 （统治者為法兰西人） | 1887年－1954年   | 法語、越南語     |
| 越南帝國                 | 京                      | 1945年－1945年   | 越南語           |
| 越南民主共和國（北越）   | 京                      | 1945年－1976年   | 越南語           |
| 南圻自治共和國（南圻）   | 京                      | 1946年－1949年   | 越南語           |
| 越南共和國（南越）       | 京                      | 1955年－1975年   | 越南語           |
| 越南南方共和國（南越南） | 京                      | 1967年－1976年   | 越南語           |
| 越南社會主義共和國       | 京                      | 1976年－         | 越南語           |